# Wereldkampioenschap voetbal 1994
Het FIFA wereldkampioenschap voetbal 1994 was de vijftiende editie van een internationale voetbalwedstrijd tussen de nationale mannenteams van landen die aangesloten zijn bij de FIFA. Na Italië trad de Verenigde Staten in 1994 op als gastheer, zoals zes jaar eerder, op 4 juli 1988, was besloten tijdens een FIFA-congres in Zürich. Aan de voorronden deden 133 landen mee, waaronder zestien debutanten. De loting voor de eindronde had plaats op 19 december 1993 in Las Vegas. Het toernooi zelf begon op 17 juni en eindigde een maand later, op 17 juli. Titelverdediger was Duitsland, dat vier jaar eerder ten koste van Argentinië de titel had gewonnen. Voor het eerst werd op een WK in de groepsfase het driepuntensysteem toegepast, en speelden de spelers met hun achternaam op de rug.
De Colombiaanse voetballer Andrés Escobar schoot bij de groepswedstrijd tegen de Verenigde Staten in eigen doel, waardoor Colombia met 2-1 verloor en in de eerste ronde uitgeschakeld werd. Hij betaalde hier met zijn leven voor: op 2 juli 1994 werd hij tijdens het uitgaan in Medellín vermoord.

## Kwalificatie
| FIFA-lid         | Confederatie | Kwalificatie                                       | Kwal. datum       | Aantal dln. (incl. 1994) | Dln. op rij | Eerste dln. | Laatste dln. | Titels (excl. 1994) | Beste prestatie |
| ---------------- | ------------ | -------------------------------------------------- | ----------------- | ------------------------ | ----------- | ----------- | ------------ | ------------------- | --------------- |
| Nigeria          | CAF          | Winnaar Groep 1                                    | 8 oktober 1993    | 1e                       | 1           | 1994        | n.v.t.       | n.v.t.              | n.v.t.          |
| Marokko          | CAF          | Winnaar Groep 2                                    | 10 oktober 1993   | 3e                       | 1           | 1970        | 1986         | 0                   | Achtste finale  |
| Kameroen         | CAF          | Winnaar Groep 3                                    | 10 oktober 1993   | 3e                       | 2           | 1982        | 1990         | 0                   | kwartfinale     |
| Zuid-Korea       | AFC          | Tweede finaleronde                                 | 28 oktober 1993   | 4e                       | 3           | 1954        | 1990         | 0                   | Groepsfase      |
| Saoedi-Arabië    | AFC          | Winnaar finaleronde                                | 28 oktober 1993   | 1e                       | 1           | n.v.t.      | n.v.t.       | n.v.t.              | n.v.t.          |
| Duitsland1       | UEFA         | Titelverdediger                                    | 8 juli 1990       | 13e                      | 11          | 1934        | 1990         | 3                   | Wereldkampioen  |
| Italië           | UEFA         | Winnaar groep 1                                    | 17 november 1993  | 13e                      | 9           | 1934        | 1990         | 3                   | Wereldkampioen  |
| Zwitserland      | UEFA         | Tweede groep 1                                     | 17 november 1993  | 7e                       | 1           | 1934        | 1966         | 0                   | Kwartfinale     |
| Nederland        | UEFA         | Winnaar groep 2                                    | 17 november 1993  | 5e                       | 2           | 1934        | 1990         | 0                   | Tweede          |
| Noorwegen        | UEFA         | Tweede groep 2                                     | 13 oktober 1993   | 2e                       | 1           | 1938        | 1938         | 0                   | Groepsfase      |
| Spanje           | UEFA         | Winnaar groep 3                                    | 17 november 1993  | 9e                       | 5           | 1934        | 1990         | 0                   | Vierde          |
| Ierland          | UEFA         | Tweede groep 3                                     | 17 november 1993  | 2e                       | 2           | 1990.       | 1990.        | 0                   | Groepsfase      |
| België           | UEFA         | Winnaar groep 4                                    | 17 november 1993  | 9e                       | 4           | 1930        | 1990         | 0                   | Vierde          |
| Roemenië         | UEFA         | Tweede groep 4                                     | 17 november 1993  | 5e                       | 1           | 1930        | 1970         | 0                   | Groepsfase      |
| Rusland2         | UEFA         | Winnaar groep 5                                    | 2 juni 1993       | 1e                       | 1           | n.v.t.      | n.v.t.       | n.v.t.              | n.v.t.          |
| Griekenland      | UEFA         | Tweede groep 5                                     | 23 mei 1993       | 1e                       | 1           | n.v.t.      | n.v.t.       | n.v.t.              | n.v.t.          |
| Bulgarije        | UEFA         | Winnaar groep 6                                    | 17 november 1993  | 6e                       | 1           | 1962        | 1990         | 0                   | Vierde          |
| Zweden           | UEFA         | Tweede groep 6                                     | 10 november 1993  | 9e                       | 2           | 1934        | 1978         | 0                   | Tweede          |
| Verenigde Staten | CONCACAF     | Gastland                                           | 4 juli 1988       | 5e                       | 2           | 1930        | 1990         | 0                   | Derde           |
| Mexico           | CONCACAF     | Finaleronde 1e                                     | 9 mei 1993        | 10e                      | 1           | 1930        | 1986         | 0                   | Kwartfinale     |
| Colombia         | CONMEBOL     | Winnaar groep 1                                    | 5 september 1993  | 3                        | 2           | 1962        | 1990         | 0                   | Achtste finale  |
| Brazilië         | CONMEBOL     | Winnaar groep 2                                    | 19 september 1993 | 15                       | 15          | 1930        | 1990         | 3                   | Wereldkampioen  |
| Bolivia          | CONMEBOL     | Tweede groep 2                                     | 19 september 1993 | 3                        | 2           | 1930        | 1950         | 0                   | Groepsfase      |
| Argentinië       | CONMEBOL     | Intercontinentale play-off (CONMEBOL–OFC–CONCACAF) | 17 november 1993  | 11                       | 6           | 1930        | 1990         | 2                   | Wereldkampioen  |

- (1) = inclusief 10 deelnames als West-Duitsland tussen 1954 en 1990
- (2) = exclusief 7 deelnames van de Sovjet-Unie.

## Groepen

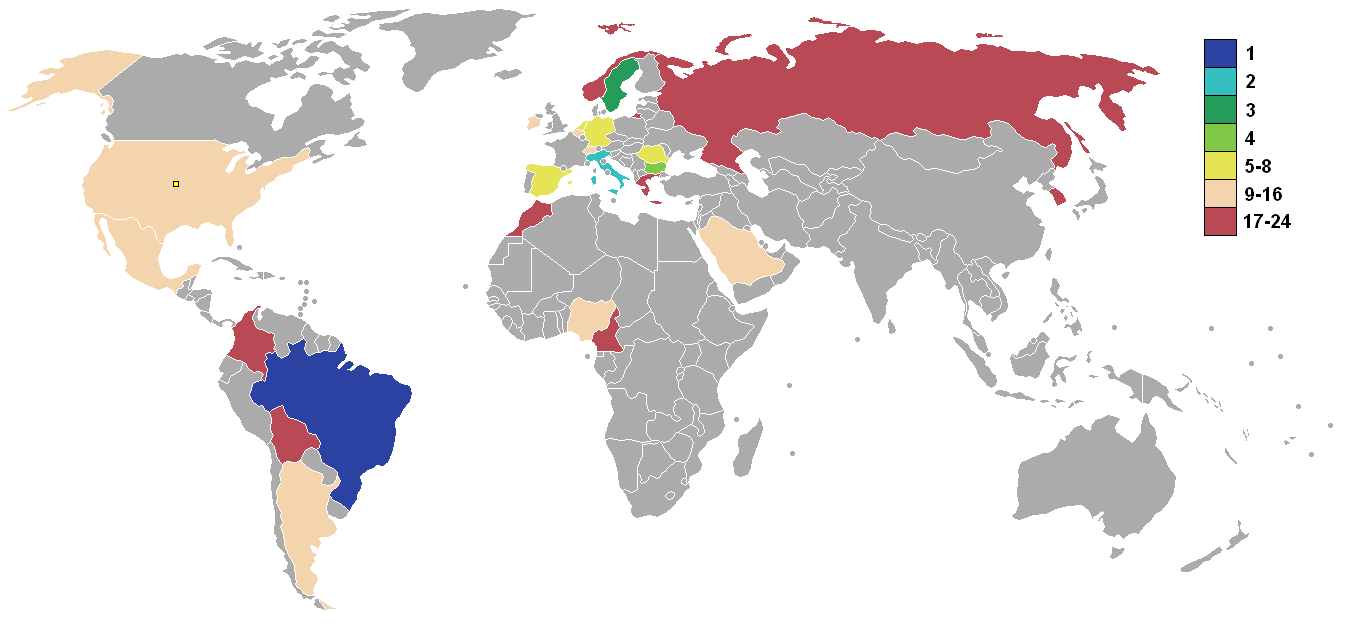
Deelnemende landen

| Groep A                                        | Groep B                          | Groep C                                |
| ---------------------------------------------- | -------------------------------- | -------------------------------------- |
| Colombia Roemenië Verenigde Staten Zwitserland | Brazilië Kameroen Rusland Zweden | Bolivia Duitsland Spanje Zuid-Korea    |
| Groep D                                        | Groep E                          | Groep F                                |
| Argentinië Bulgarije Griekenland Nigeria       | Ierland Italië Mexico Noorwegen  | België Marokko Nederland Saoedi-Arabië |

## Stadions/Speelsteden
| Foxborough         | Pontiac                                                                                       | Chicago                                                                                       | Pasadena                                 |
| ------------------ | --------------------------------------------------------------------------------------------- | --------------------------------------------------------------------------------------------- | ---------------------------------------- |
| Foxboro Stadium    | Pontiac Silverdome                                                                            | Soldier Field                                                                                 | Rose Bowl                                |
| Capaciteit:53.664  | Capaciteit:77.557                                                                             | Capaciteit:63.117                                                                             | Capaciteit: 91.794                       |
|                    |                                                                                               |                                                                                               |                                          |
| Orlando            | · Stanford Pasadena Dallas Orlando Pontiac Foxborough East Rutherford Washington D.C. Chicago | · Stanford Pasadena Dallas Orlando Pontiac Foxborough East Rutherford Washington D.C. Chicago | Stadions WK 1994 Steden en speellocaties |
| Citrus Bowl        | · Stanford Pasadena Dallas Orlando Pontiac Foxborough East Rutherford Washington D.C. Chicago | · Stanford Pasadena Dallas Orlando Pontiac Foxborough East Rutherford Washington D.C. Chicago | Stadions WK 1994 Steden en speellocaties |
| Capaciteit: 61.219 | · Stanford Pasadena Dallas Orlando Pontiac Foxborough East Rutherford Washington D.C. Chicago | · Stanford Pasadena Dallas Orlando Pontiac Foxborough East Rutherford Washington D.C. Chicago | Stadions WK 1994 Steden en speellocaties |
|                    | · Stanford Pasadena Dallas Orlando Pontiac Foxborough East Rutherford Washington D.C. Chicago | · Stanford Pasadena Dallas Orlando Pontiac Foxborough East Rutherford Washington D.C. Chicago | Stadions WK 1994 Steden en speellocaties |
| Dallas             | East Rutherford                                                                               | Washington D.C.                                                                               | Stanford                                 |
| Cotton Bowl        | Giants Stadium                                                                                | RFK Memorial Stadium                                                                          | Stanford Stadium                         |
| Capaciteit: 63.998 | Capaciteit: 75.338                                                                            | Capaciteit: 53.142                                                                            | Capaciteit: 80.906                       |
|                    |                                                                                               |                                                                                               |                                          |

## Scheidsrechters
| Naam                 | Geboren    | Duels | Kreeg geel | Kreeg voor de tweede keer geel en dus rood | Weggestuurd |
| -------------------- | ---------- | ----- | ---------- | ------------------------------------------ | ----------- |
| Sándor Puhl          | 14/07/1955 | 4     | 11         | -                                          | -           |
| Joël Quiniou         | 11/07/1950 | 4     | 18         | 2                                          | 1           |
| José Torres Cadena   | 15/07/1952 | 4     | 21         | -                                          | 1           |
| Jamal Al Sharif      | 08/12/1954 | 3     | 15         | 2                                          | -           |
| Rodrigo Badilla      | 22/06/1957 | 3     | 6          | -                                          | -           |
| Arturo Brizio Carter | 09/03/1956 | 3     | 18         | -                                          | 3           |
| Peter Mikkelsen      | 01/05/1960 | 3     | 10         | -                                          | 1           |
| Mario van der Ende   | 28/03/1956 | 3     | 15         | -                                          | -           |
| Ali Bujsaim          | 09/09/1959 | 2     | 10         | -                                          | -           |
| Philip Don           | 10/03/1952 | 2     | 10         | 1                                          | -           |
| Neji Jouini          | 12/08/1949 | 2     | 10         | 1                                          | 1           |
| Hellmut Krug         | 19/05/1956 | 2     | 7          | -                                          | 1           |
| Francisco Lamolina   | 25/10/1950 | 2     | 7          | -                                          | -           |
| Renato Marsiglia     | 03/06/1951 | 2     | 10         | -                                          | -           |
| Leslie Mottram       | 05/03/1951 | 2     | 9          | 1                                          | -           |
| Kurt Röthlisberger   | 21/05/1951 | 2     | 7          | -                                          | -           |
| Alberto Tejada       | 11/11/1956 | 2     | 9          | -                                          | -           |
| Arturo Angeles       | 12/09/1953 | 1     | 3          | -                                          | -           |
| Fabio Baldas         | 19/03/1949 | 1     | 2          | -                                          | -           |
| Manuel Díaz Vega     | 01/09/1954 | 1     | 5          | -                                          | -           |
| Ernesto Filippi      | 26/10/1954 | 1     | 4          | -                                          | -           |
| Bo Karlsson          | 12/10/1949 | 1     | 3          | -                                          | -           |
| Lim Kee Chong        | 15/05/1960 | 1     | 3          | -                                          | -           |
| Pierluigi Pairetto   | 15/07/1952 | 1     | 7          | -                                          | -           |
| Totaal               | Totaal     | 52    | 220        | 7                                          | 8           |

## Groepsfase

### Groep A
Colombia werd na een 0-5-overwinning in Argentinië door velen getipt als de te kloppen ploeg. Concurrentie was er van Roemenië, Zwitserland en het gastland de Verenigde Staten. Dit WK kreeg als primeur dat voor de eerste keer een wedstrijd werd gespeeld in een indoor stadion, het Pontiac Silverdome in Detroit. Zwitserland en de Verenigde Staten speelden een wedstrijd die dankzij twee vrije trappen in 1-1 eindigde.
Het duel tussen Colombia en Roemenië was vooraf een duel tussen twee van de meest dominante spelbepalers Gheorghe Hagi en Carlos Valderrama. Colombia wilde dominant op de aanval te spelen, maar speelde Roemenië in de kaart, omdat hun spel gebaseerd was op de tegenaanval. In de beginfase lanceerde Hagi aanvaller Florin Răducioiu en dat leverde de 1-0 op. Hagi scoorde daarna met een schot van verre afstand, als contrast maakte Valderrama een bleke indruk en ontving een gele kaart. Vlak voor rust zorgde Adolfo Valencia voor de aansluittreffer, maar vlak voor tijd besliste Răducioiu opnieuw de wedstrijd na andermaal een voorzet van Hagi.
De volgende tegenstander van Roemenië Zwitserland hanteerde echter dezelfde spelstijl en na een 1-1 ruststand behaalde de Zwitsers een ruime zege (4-1), invaller Ion Vladiou ontving een rode kaart met een wilde tackle en werd na het incident naar huis gestuurd. Op dezelfde dag zorgde ook de Verenigde Staten voor een verrassing door met 2-1 van een onherkenbaar Colombia te winnen. Verdediger Andrés Escobar verwerkte een ongevaarlijk schot in eigen goal en de bij Willem II spelende Earnest Stewart zorgde voor het winnende doelpunt. De meest opvallende speler van de Verenigde Staten was de veel op Abraham Lincoln lijkende verdediger Alexi Lalas, die met zijn onverzettelijke spel als eerste Amerikaan een transfer verdiende in de Serie A (Padova).
Zwitserland en de Verenigde Staten waren nu al geplaatst, alleen een nederlaag van Roemenië tegen de Verenigde Staten zou Colombia kunnen redden. Roemenië had aan één uitbraak genoeg om een zege te boeken, daardoor had de zege van Colombia op Zwitserland had geen waarde meer. In Colombia was het onrustig, omdat veel drugsdealers geld hadden verloren bij weddenschappen, veel spelers durfden zich niet te vertonen. Escobar ging naar een nachtclub iets drinken en werd na afloop doodgeschoten. Na 24 jaar werd de uiteindelijke opdrachtgever ontrafeld en veroordeeld.
| Land              | Wed | Win | Gel | Ver | DV | DT | +/− | Pnt |
| ----------------- | --- | --- | --- | --- | -- | -- | --- | --- |
| Roemenië          | 3   | 2   | 0   | 1   | 5  | 5  | 0   | 6   |
| Zwitserland       | 3   | 1   | 1   | 1   | 5  | 4  | 1   | 4   |
| Verenigde Staten¹ | 3   | 1   | 1   | 1   | 3  | 3  | 0   | 4   |
| Colombia          | 3   | 1   | 0   | 2   | 4  | 5  | –1  | 3   |

|                                           |                  |                  |             | |
| 18 juni 1994 «onderlinge duels» 11:30 EST | Verenigde Staten | 1 – 1            | Zwitserland | Pontiac Silverdome, Pontiac Toeschouwers: 73.425 Scheidsrechter: Francisco Oscar Lamolina ( Argentinië) |
| 18 juni 1994 «onderlinge duels» 11:30 EST | Wynalda 45'      | wedstrijdverslag | 39' Bregy   | Pontiac Silverdome, Pontiac Toeschouwers: 73.425 Scheidsrechter: Francisco Oscar Lamolina ( Argentinië) |

|                                           |              |                  |                             |                                                                                   |
| 18 juni 1994 «onderlinge duels» 16:30 PST | Colombia     | 1 – 3            | Roemenië                    | Rose Bowl, Pasadena Toeschouwers: 91.856 Scheidsrechter: Jamal Al Sharif ( Syrië) |
| 18 juni 1994 «onderlinge duels» 16:30 PST | Valencia 43' | wedstrijdverslag | 15', 89' Răducioiu 34' Hagi | Rose Bowl, Pasadena Toeschouwers: 91.856 Scheidsrechter: Jamal Al Sharif ( Syrië) |

|                                           |          |                  |                                        |                                                                                         |
| 22 juni 1994 «onderlinge duels» 16:00 EST | Roemenië | 1 – 4            | Zwitserland                            | Pontiac Silverdome, Pontiac Toeschouwers: 61.428 Scheidsrechter: Neji Jouini ( Tunesië) |
| 22 juni 1994 «onderlinge duels» 16:00 EST | Hagi 35' | wedstrijdverslag | 16' Sutter 52' Chapuisat 65', 72' Knup | Pontiac Silverdome, Pontiac Toeschouwers: 61.428 Scheidsrechter: Neji Jouini ( Tunesië) |

|                                           |                                |                  |              |                                                                                 |
| 22 juni 1994 «onderlinge duels» 16:30 PST | Verenigde Staten               | 2 – 1            | Colombia     | Rose Bowl, Pasadena Toeschouwers: 93.869 Scheidsrechter: Fabio Baldas ( Italië) |
| 22 juni 1994 «onderlinge duels» 16:30 PST | Escobar 35' (e.d.) Stewart 52' | wedstrijdverslag | 90' Valencia | Rose Bowl, Pasadena Toeschouwers: 93.869 Scheidsrechter: Fabio Baldas ( Italië) |

|                                           |             |                  |                        |                                                                                                |
| 26 juni 1994 «onderlinge duels» 13:00 PST | Zwitserland | 0 – 2            | Colombia               | Stanford Stadium, Palo Alto Toeschouwers: 83.401 Scheidsrechter: Peter Mikkelsen ( Denemarken) |
| 26 juni 1994 «onderlinge duels» 13:00 PST |             | wedstrijdverslag | 44' Gaviria 90' Lozano | Stanford Stadium, Palo Alto Toeschouwers: 83.401 Scheidsrechter: Peter Mikkelsen ( Denemarken) |

|                                           |                  |                  |              |                                                                                          |
| 26 juni 1994 «onderlinge duels» 13:00 PST | Verenigde Staten | 0 – 1            | Roemenië     | Rose Bowl, Pasadena Toeschouwers: 93.869 Scheidsrechter: Mario van der Ende ( Nederland) |
| 26 juni 1994 «onderlinge duels» 13:00 PST |                  | wedstrijdverslag | 18' Petrescu | Rose Bowl, Pasadena Toeschouwers: 93.869 Scheidsrechter: Mario van der Ende ( Nederland) |

### Groep B
Al 24 jaar wachtte Brazilië op een nieuwe wereldtitel, in vijf WK's werd maar twee keer de halve finale gehaald. Onder coach Carlos Alberto Parreira hoopte men met een mix van samba-voetbal en ingebouwde defensieve zekerheid eindelijk weer succes te halen. Sterkste troef was het aanvalsduo Romário-Bebeto die met hun Spaanse clubs FC Barcelona en Deportivo La Coruña een spannende titelrace uitvochten die FC Barcelona op doelsaldo won. De eerste twee wedstrijden tegen Rusland en Kameroen leverden twee makkelijke overwinningen op. De eerste helft tegen Zweden leverde genoeg problemen en een 1-0-achterstand op. Romário redde de wedstrijd met een slalom. Na de wedstrijd werd de aanvallende middenvelder Rai vervangen voor meer defensieve zekerheid, de degelijke Dunga werd de nieuwe aanvoerder.
Zweden plaatste zich ook voor de achtste finales dankzij een 3-1-zege op Rusland, Martin Dahlin maakte twee doelpunten. Rusland en Kameroen waren uitgeschakeld, maar hun onderlinge wedstrijd leverde wel twee records op: Oleg Salenko maakte namens Rusland vijf doelpunten, tot op heden een record en voor Kameroen scoorde de 42-jarige Roger Milla. Daarmee werd hij de oudste speler die een doelpunt maakte op een WK.
| Land     | Wed | Win | Gel | Ver | DV | DT | +/− | Pnt |
| -------- | --- | --- | --- | --- | -- | -- | --- | --- |
| Brazilië | 3   | 2   | 1   | 0   | 6  | 1  | 5   | 7   |
| Zweden   | 3   | 1   | 2   | 0   | 6  | 4  | 2   | 5   |
| Rusland  | 3   | 1   | 0   | 2   | 7  | 6  | 1   | 3   |
| Kameroen | 3   | 0   | 1   | 2   | 3  | 11 | –8  | 1   |

|                                           |                         |                  |                     |                                                                                 |
| 19 juni 1994 «onderlinge duels» 16:30 PST | Kameroen                | 2 – 2            | Zweden              | Rose Bowl, Pasadena Toeschouwers: 93.194 Scheidsrechter: Alberto Tejada ( Peru) |
| 19 juni 1994 «onderlinge duels» 16:30 PST | Embé 31' Omam-Biyik 47' | wedstrijdverslag | 8' Ljung 75' Dahlin | Rose Bowl, Pasadena Toeschouwers: 93.194 Scheidsrechter: Alberto Tejada ( Peru) |

|                                           |                            |                  |         |                                                                                             |
| 20 juni 1994 «onderlinge duels» 13:00 PST | Brazilië                   | 2 – 0            | Rusland | Stanford Stadium, Palo Alto Toeschouwers: 81.061 Scheidsrechter: Lim Kee Chong ( Mauritius) |
| 20 juni 1994 «onderlinge duels» 13:00 PST | Romário 26' Raí 52' (pen.) | wedstrijdverslag |         | Stanford Stadium, Palo Alto Toeschouwers: 81.061 Scheidsrechter: Lim Kee Chong ( Mauritius) |

|                                           |                                          |                  |          |                                                                                                 |
| 24 juni 1994 «onderlinge duels» 13:00 PST | Brazilië                                 | 3 – 0            | Kameroen | Stanford Stadium, Palo Alto Toeschouwers: 83.401 Scheidsrechter: Arturo Brizio Carter ( Mexico) |
| 24 juni 1994 «onderlinge duels» 13:00 PST | Romário 39' Márcio Santos 66' Bebeto 73' | wedstrijdverslag |          | Stanford Stadium, Palo Alto Toeschouwers: 83.401 Scheidsrechter: Arturo Brizio Carter ( Mexico) |

|                                           |                                   |                  |                   |                                                                                            |
| 24 juni 1994 «onderlinge duels» 19:30 EST | Zweden                            | 3 – 1            | Rusland           | Pontiac Silverdome, Pontiac Toeschouwers: 71.528 Scheidsrechter: Joël Quiniou ( Frankrijk) |
| 24 juni 1994 «onderlinge duels» 19:30 EST | Brolin 37' (pen.) Dahlin 59', 81' | wedstrijdverslag | 4' (pen.) Salenko | Pontiac Silverdome, Pontiac Toeschouwers: 71.528 Scheidsrechter: Joël Quiniou ( Frankrijk) |

|                                           |                                                      |                  |           |                                                                                           |
| 28 juni 1994 «onderlinge duels» 16:00 PST | Rusland                                              | 6 – 1            | Kameroen  | Stanford Stadium, Palo Alto Toeschouwers: 74.914 Scheidsrechter: Jamal Al Sharif ( Syrië) |
| 28 juni 1994 «onderlinge duels» 16:00 PST | Salenko 15', 41', 44' (pen.), 72', 75' Radchenko 81' | wedstrijdverslag | 46' Milla | Stanford Stadium, Palo Alto Toeschouwers: 74.914 Scheidsrechter: Jamal Al Sharif ( Syrië) |

|                                           |             |                  |                  |                                                                                           |
| 28 juni 1994 «onderlinge duels» 16:00 EST | Brazilië    | 1 – 1            | Zweden           | Pontiac Silverdome, Pontiac Toeschouwers: 77.217 Scheidsrechter: Sándor Puhl ( Hongarije) |
| 28 juni 1994 «onderlinge duels» 16:00 EST | Romário 46' | wedstrijdverslag | 23' K. Andersson | Pontiac Silverdome, Pontiac Toeschouwers: 77.217 Scheidsrechter: Sándor Puhl ( Hongarije) |

### Groep C
Duitsland had bijna dezelfde selectie als het team dat vier jaar eerder wereldkampioen werd: alleen Matthias Sammer en Stefan Effenberg waren nieuw in de basiselftal. Het openingsduel van het toernooi leverde een kleurloze 1-0-overwinning op Bolivia dankzij een doelpunt van Jürgen Klinsmann. De enige vedette van Bolivia Marco Etcheverry was niet fit, viel in en kreeg snel een rode kaart na een trappende beweging tegen Lothar Matthäus. Na een 1-1 gelijkspel tegen Spanje kwam Duitsland tegen
Zuid- Korea voor rust op een 3-0-voorsprong mede dankzij een acrobatische omhaal van Klinsmann en een inschattingsfout van de Koreaanse doelman. Na een kwartier in de tweede helft maakten de Koreanen twee doelpunten en in het snikhete Chicago werd de wereldkampioen overspeeld. Steffan Effenberg was het doelwit van ontevreden Duitse supporters, hij werd gewisseld en stak zijn middelvinger naar het publiek. Effenberg werd na het incident op het vliegtuig gezet en zou niet meer spelen voor de nationale ploeg. Spanje plaatste zich ook voor de achtste finales na een 3-1-zege op Bolivia.
| Land       | Wed | Win | Gel | Ver | DV | DT | +/− | Pnt |
| ---------- | --- | --- | --- | --- | -- | -- | --- | --- |
| Duitsland  | 3   | 2   | 1   | 0   | 5  | 3  | 2   | 7   |
| Spanje     | 3   | 1   | 2   | 0   | 6  | 4  | 2   | 5   |
| Zuid-Korea | 3   | 0   | 2   | 1   | 4  | 5  | –1  | 2   |
| Bolivia    | 3   | 0   | 1   | 2   | 1  | 4  | –3  | 1   |

|                                           |               |                  |         |                                                                                            |
| 17 juni 1994 «onderlinge duels» 14:00 CST | Duitsland     | 1 – 0            | Bolivia | Soldier Field, Chicago Toeschouwers: 63.117 Scheidsrechter: Arturo Brizio Carter ( Mexico) |
| 17 juni 1994 «onderlinge duels» 14:00 CST | Klinsmann 61' | wedstrijdverslag |         | Soldier Field, Chicago Toeschouwers: 63.117 Scheidsrechter: Arturo Brizio Carter ( Mexico) |

|                                           |                            |                  |                                    |                                                                                        |
| 17 juni 1994 «onderlinge duels» 18:30 CST | Spanje                     | 2 – 2            | Zuid-Korea                         | Cotton Bowl, Dallas Toeschouwers: 56.247 Scheidsrechter: Peter Mikkelsen ( Denemarken) |
| 17 juni 1994 «onderlinge duels» 18:30 CST | Salinas 51' Goikoetxea 55' | wedstrijdverslag | 85' Hong Myung-bo 90' Seo Jung-Won | Cotton Bowl, Dallas Toeschouwers: 56.247 Scheidsrechter: Peter Mikkelsen ( Denemarken) |

|                                           |               |                  |                |                                                                                       |
| 21 juni 1994 «onderlinge duels» 15:00 CST | Duitsland     | 1 – 1            | Spanje         | Soldier Field, Chicago Toeschouwers: 63.113 Scheidsrechter: Filippi Cavani ( Uruguay) |
| 21 juni 1994 «onderlinge duels» 15:00 CST | Klinsmann 48' | wedstrijdverslag | 14' Goikoetxea | Soldier Field, Chicago Toeschouwers: 63.113 Scheidsrechter: Filippi Cavani ( Uruguay) |

|                                           |                  |       |         |                                                                                              |
| 23 juni 1994 «onderlinge duels» 19:30 EST | Zuid-Korea       | 0 – 0 | Bolivia | Foxboro Stadium, Foxborough Toeschouwers: 54.453 Scheidsrechter: Leslie Mottram ( Schotland) |
| 23 juni 1994 «onderlinge duels» 19:30 EST | wedstrijdverslag |       |         | Foxboro Stadium, Foxborough Toeschouwers: 54.453 Scheidsrechter: Leslie Mottram ( Schotland) |

|                                           |                |                  |                                        |                                                                                           |
| 27 juni 1994 «onderlinge duels» 15:00 CST | Bolivia        | 1 – 3            | Spanje                                 | Soldier Field, Chicago Toeschouwers: 63.089 Scheidsrechter: Rodrigo Badilla ( Costa Rica) |
| 27 juni 1994 «onderlinge duels» 15:00 CST | E. Sánchez 67' | wedstrijdverslag | 19' (pen.) Guardiola 66', 70' Caminero | Soldier Field, Chicago Toeschouwers: 63.089 Scheidsrechter: Rodrigo Badilla ( Costa Rica) |

|                                           |                               |                  |                                      |                                                                                    |
| 27 juni 1994 «onderlinge duels» 15:00 CST | Duitsland                     | 3 – 2            | Zuid-Korea                           | Cotton Bowl, Dallas Toeschouwers: 63.998 Scheidsrechter: Joël Quiniou ( Frankrijk) |
| 27 juni 1994 «onderlinge duels» 15:00 CST | Klinsmann 12', 37' Riedle 20' | wedstrijdverslag | 52' Hwang Sun-hong 63' Hong Myung-bo | Cotton Bowl, Dallas Toeschouwers: 63.998 Scheidsrechter: Joël Quiniou ( Frankrijk) |

### Groep D
Diego Maradona trad aan voor zijn vierde WK, al was hij geen aanvoerder meer. Argentinië begon het WK voortvarend met een 4-0-zege op Griekenland, Gabriel Batistuta scoorde driemaal. Maradona maakte het vierde doelpunt na kort, vlot combinatiespel, net zo opvallend waren de uitpuilende ogen waarmee Maradona naar de camera liep. Een andere favoriet in deze groep, Afrikaans kampioen Nigeria trad aan met de Nederlandse coach Clemens Westerhof en met twee spelers uit de Nederlandse competitie, Finidi George van Ajax en doelman Peter Rufai, de doelman van Go Ahead Eagles en begon het WK ook voortvarend met een 3-0-zege op Bulgarije. In het onderlinge duel scoorde Claudio Caniggia tweemaal na een snel Nigeriaans doelpunt, hij kwam terug na een schorsing wegens gebruik van cocaïne. Maradona werd uitgekozen voor de dopingcontrole en kwam hand in hand met een verpleegster het veld op.
In de monster vond men de stof efedrine en de FIFA schorste Maradona voor de wedstrijd tegen Bulgarije. Bulgarije, dat genoeg had een gelijkspel om de achtste finales te halen rook bloed en nam een 1-0-voorsprong door een doelpunt van Christo Stoitsjkov. De strijd om de eerste plaats in de groep was nu opeens weer interessant, aangezien op hetzelfde moment Nigeria met 1-0 voor stond tegen Griekenland. Door twee late doelpunten van Nigeria en Bulgarije zakte Argentinië van de eerste naar de derde plaats in de groep, alle drie de landen waren wel geplaatst.
| Land        | Wed | Win | Gel | Ver | DV | DT | +/− | Pnt |
| ----------- | --- | --- | --- | --- | -- | -- | --- | --- |
| Nigeria     | 3   | 2   | 0   | 1   | 6  | 2  | 4   | 6   |
| Bulgarije   | 3   | 2   | 0   | 1   | 6  | 3  | 3   | 6   |
| Argentinië¹ | 3   | 2   | 0   | 1   | 6  | 3  | 3   | 6   |
| Griekenland | 3   | 0   | 0   | 3   | 0  | 10 | –10 | 0   |

|                                           |                                            |                  |             |                                                                                         |
| 21 juni 1994 «onderlinge duels» 12:30 EST | Argentinië                                 | 4 – 0            | Griekenland | Foxboro Stadium, Foxborough Toeschouwers: 54.456 Scheidsrechter: Arturo Angeles ( V.S.) |
| 21 juni 1994 «onderlinge duels» 12:30 EST | Batistuta 2', 44', 90' (pen.) Maradona 60' | Wedstrijdverslag |             | Foxboro Stadium, Foxborough Toeschouwers: 54.456 Scheidsrechter: Arturo Angeles ( V.S.) |

|                                           |                                     |                  |           |                                                                                        |
| 21 juni 1994 «onderlinge duels» 18:30 CST | Nigeria                             | 3 – 0            | Bulgarije | Cotton Bowl, Dallas Toeschouwers: 44.132 Scheidsrechter: Rodrigo Badilla ( Costa Rica) |
| 21 juni 1994 «onderlinge duels» 18:30 CST | Yekini 21' Amokachi 43' Amunike 55' | wedstrijdverslag |           | Cotton Bowl, Dallas Toeschouwers: 44.132 Scheidsrechter: Rodrigo Badilla ( Costa Rica) |

|                                           |                   |                  |           |                                                                                        |
| 25 juni 1994 «onderlinge duels» 16:00 EST | Argentinië        | 2 – 1            | Nigeria   | Foxboro Stadium, Foxborough Toeschouwers: 54.453 Scheidsrechter: Bo Karlsson ( Zweden) |
| 25 juni 1994 «onderlinge duels» 16:00 EST | Caniggia 21', 28' | wedstrijdverslag | 8' Siasia | Foxboro Stadium, Foxborough Toeschouwers: 54.453 Scheidsrechter: Bo Karlsson ( Zweden) |

|                                           |                                                             |                  |             | |
| 26 juni 1994 «onderlinge duels» 11:30 CST | Bulgarije                                                   | 4 – 0            | Griekenland | Soldier Field, Chicago Toeschouwers: 63.160 Scheidsrechter: Ali Bujsaim ( Verenigde Arabische Staten) |
| 26 juni 1994 «onderlinge duels» 11:30 CST | Stoitsjkov 5' (pen.), 55' (pen.) Letchkov 65' Borimirov 90' | Wedstrijdverslag |             | Soldier Field, Chicago Toeschouwers: 63.160 Scheidsrechter: Ali Bujsaim ( Verenigde Arabische Staten) |

|                                           |            |                  |                            |                                                                                 |
| 30 juni 1994 «onderlinge duels» 18:30 CST | Argentinië | 0 – 2            | Bulgarije                  | Cotton Bowl, Dallas Toeschouwers: 63.998 Scheidsrechter: Neji Jouini ( Tunesië) |
| 30 juni 1994 «onderlinge duels» 18:30 CST |            | wedstrijdverslag | 61' Stoitsjkov 90' Sirakov | Cotton Bowl, Dallas Toeschouwers: 63.998 Scheidsrechter: Neji Jouini ( Tunesië) |

|                                           |             |                  |                         |                                                                                              |
| 30 juni 1994 «onderlinge duels» 19:30 EST | Griekenland | 0 – 2            | Nigeria                 | Foxboro Stadium, Foxborough Toeschouwers: 53.001 Scheidsrechter: Leslie Mottram ( Schotland) |
| 30 juni 1994 «onderlinge duels» 19:30 EST |             | wedstrijdverslag | 45' George 90' Amokachi | Foxboro Stadium, Foxborough Toeschouwers: 53.001 Scheidsrechter: Leslie Mottram ( Schotland) |

### Groep E
Italië werd vooraf gezien als een van de favorieten, de Italiaanse clubs domineerden al jaren in de Europacup-toernooien en Juventus-speler Roberto Baggio werd verkozen tot speler van het jaar in Europa. De start tegen Ierland was echter hopeloos, in New York waar veel Italiaanse en Ierse supporters woonden kwam Ierland al snel op een 1-0-voorsprong door een doelpunt van Ray Houghton. Italië was niet bij machte de stugge Ierse verdediging open te breken. Daarnaast raakte het aanvoerder Franco Baresi kwijt met een blessure, hij zou tijdens het toernooi geopereerd worden.
De volgende tegenstander Noorwegen stond bekend als nog stugger, Nederland en Engeland werden in de kwalificatie verslagen met afwachtend voetbal en op het WK zelf was één moment vlak voor tijd van Kjetil Rekdal genoeg om de wedstrijd tegen Mexico te winnen. Het noodlot sloeg toe toen doelman Gianluca Pagliuca snel uit het veld werd gestuurd, trainer Arrigo Sacchi baarde opzien door uitgerekend sterspeler Roberto Baggio te wisselen voor een doelman. Noorwegen weigerde echter ook met een man meer aan te vallen en uiteindelijk maakte Dino Baggio het verlossende doelpunt. Omdat een dag later Mexico van Ierland won stonden alle vier de landen gelijk met drie punten uit twee wedstrijden, alleen Ierland en Mexico hadden een voorsprong, doordat ze één doelpunt meer maakten dan Italië en Noorwegen.
Op de laatste speeldag kwam Noorwegen niet verder dan een doelpuntloos gelijkspel tegen Ierland, waardoor de Ieren geplaatst waren. Noorwegen schoot nauwelijks op doel in een wedstrijd dat het land moesten winnen. Noorwegen was alleen gebaat bij een overwinnaar bij de wedstrijd Italië-Mexico, maar na een 1-1-gelijkspel was Noorwegen uitgeschakeld, omdat alle vier landen op een gelijke stand eindigden, maar de Noren de minste doelpunten maakten.
| Land      | Wed | Win | Gel | Ver | DV | DT | +/− | Pnt |
| --------- | --- | --- | --- | --- | -- | -- | --- | --- |
| Mexico    | 3   | 1   | 1   | 1   | 3  | 3  | 0   | 4   |
| Ierland   | 3   | 1   | 1   | 1   | 2  | 2  | 0   | 4   |
| Italië¹   | 3   | 1   | 1   | 1   | 2  | 2  | 0   | 4   |
| Noorwegen | 3   | 1   | 1   | 1   | 1  | 1  | 0   | 4   |

|                                           |        |                  |              | |
| 18 juni 1994 «onderlinge duels» 16:00 EST | Italië | 0 – 1            | Ierland      | Giants Stadium, East Rutherford Toeschouwers: 75.338 Scheidsrechter: Mario van der Ende ( Nederland) |
| 18 juni 1994 «onderlinge duels» 16:00 EST |        | wedstrijdverslag | 11' Houghton | Giants Stadium, East Rutherford Toeschouwers: 75.338 Scheidsrechter: Mario van der Ende ( Nederland) |

|                                           |            |                  |        |                                                                                            |
| 19 juni 1994 «onderlinge duels» 16:00 EST | Noorwegen  | 1 – 0            | Mexico | RFK Stadium, Washington D.C. Toeschouwers: 52.395 Scheidsrechter: Sándor Puhl ( Hongarije) |
| 19 juni 1994 «onderlinge duels» 16:00 EST | Rekdal 84' | wedstrijdverslag |        | RFK Stadium, Washington D.C. Toeschouwers: 52.395 Scheidsrechter: Sándor Puhl ( Hongarije) |

|                                           |               |                  |           |                                                                                                |
| 23 juni 1994 «onderlinge duels» 16:00 EST | Italië        | 1 – 0            | Noorwegen | Giants Stadium, East Rutherford Toeschouwers: 74.624 Scheidsrechter: Hellmut Krug ( Duitsland) |
| 23 juni 1994 «onderlinge duels» 16:00 EST | D. Baggio 69' | wedstrijdverslag |           | Giants Stadium, East Rutherford Toeschouwers: 74.624 Scheidsrechter: Hellmut Krug ( Duitsland) |

|                                           |                 |                  |              |                                                                                             |
| 24 juni 1994 «onderlinge duels» 12:30 EST | Mexico          | 2 – 1            | Ierland      | Citrus Bowl, Orlando Toeschouwers: 60.790 Scheidsrechter: Kurt Röthlisberger ( Zwitserland) |
| 24 juni 1994 «onderlinge duels» 12:30 EST | García 42', 65' | wedstrijdverslag | 84' Aldridge | Citrus Bowl, Orlando Toeschouwers: 60.790 Scheidsrechter: Kurt Röthlisberger ( Zwitserland) |

|                                           |             |                  |            | |
| 28 juni 1994 «onderlinge duels» 12:30 EST | Italië      | 1 – 1            | Mexico     | RFK Stadium, Washington D.C. Toeschouwers: 52.535 Scheidsrechter: Francisco Oscar Lamolina ( Argentinië) |
| 28 juni 1994 «onderlinge duels» 12:30 EST | Massaro 48' | wedstrijdverslag | 57' Bernal | RFK Stadium, Washington D.C. Toeschouwers: 52.535 Scheidsrechter: Francisco Oscar Lamolina ( Argentinië) |

|                                           |                  |       |           | |
| 28 juni 1994 «onderlinge duels» 12:30 EST | Ierland          | 0 – 0 | Noorwegen | Giants Stadium, East Rutherford Toeschouwers: 72.404 Scheidsrechter: José Torres Cadena ( Colombia) |
| 28 juni 1994 «onderlinge duels» 12:30 EST | wedstrijdverslag |       |           | Giants Stadium, East Rutherford Toeschouwers: 72.404 Scheidsrechter: José Torres Cadena ( Colombia) |

### Groep F
Zoals vaker in de geschiedenis was het vooraf onrustig in het Nederlandse kamp, Johan Cruijff was voorbestemd de coaching op zich te nemen, maar ging uiteindelijk niet mee. Ruud Gullit trok zich terug na kritiek op coach Dick Advocaat op zijn inziens te aanvallende tactiek. Oranje presteerde moeizaam in de eerste ronde, de wedstrijden tegen Saoedi-Arabië en Marokko werden moeizaam met 2-1 gewonnen door doelpunten in de slotfase van invallers Gaston Taument en Bryan Roy. Tussen deze wedstrijden door werd met 1-0 van België verloren, vooral door uitmuntend keeperswerk van Michel Preud'homme. Saoedi-Arabië zorgde al voor een verrassing door te winnen van Marokko en speelde de laatste wedstrijd tegen het al geplaatste België, dat veel spelers rust gaf. Al na vijf minuten scoorde Al-Owairan na een imponerende rush, dat later uitgeroepen werd als het doelpunt van het toernooi. België kwam de klap niet te boven en zakte van de eerste naar de derde plaats in deze groep en moest nu spelen tegen de regerend kampioen Duitsland.
| Land          | Wed | Win | Gel | Ver | DV | DT | +/− | Pnt |
| ------------- | --- | --- | --- | --- | -- | -- | --- | --- |
| Nederland     | 3   | 2   | 0   | 1   | 4  | 3  | 1   | 6   |
| Saoedi-Arabië | 3   | 2   | 0   | 1   | 4  | 3  | 1   | 6   |
| België¹       | 3   | 2   | 0   | 1   | 2  | 1  | 1   | 6   |
| Marokko       | 3   | 0   | 0   | 3   | 2  | 5  | –3  | 0   |

|                                           |             |                  |         |                                                                                          |
| 19 juni 1994 «onderlinge duels» 12:30 EST | België      | 1 – 0            | Marokko | Citrus Bowl, Orlando Toeschouwers: 61.219 Scheidsrechter: José Torres Cadena ( Colombia) |
| 19 juni 1994 «onderlinge duels» 12:30 EST | Degryse 11' | wedstrijdverslag |         | Citrus Bowl, Orlando Toeschouwers: 61.219 Scheidsrechter: José Torres Cadena ( Colombia) |

|                                           |                      |                  |               |                                                                                              |
| 20 juni 1994 «onderlinge duels» 19:30 EST | Nederland            | 2 – 1            | Saoedi-Arabië | RFK Stadium, Washington D.C. Toeschouwers: 50.535 Scheidsrechter: Manuel Díaz Vega ( Spanje) |
| 20 juni 1994 «onderlinge duels» 19:30 EST | Jonk 50' Taument 86' | wedstrijdverslag | 18' Amin      | RFK Stadium, Washington D.C. Toeschouwers: 50.535 Scheidsrechter: Manuel Díaz Vega ( Spanje) |

|                                           |                             |                  |             |                                                                                             |
| 25 juni 1994 «onderlinge duels» 12:30 EST | Saoedi-Arabië               | 2 – 1            | Marokko     | Giants Stadium, East Rutherford Toeschouwers: 76.322 Scheidsrechter: Philip Don ( Engeland) |
| 25 juni 1994 «onderlinge duels» 12:30 EST | Al-Jaber 7' (pen.) Amin 45' | wedstrijdverslag | 26' Chaouch | Giants Stadium, East Rutherford Toeschouwers: 76.322 Scheidsrechter: Philip Don ( Engeland) |

|                                           |            |                  |           |                                                                                        |
| 25 juni 1994 «onderlinge duels» 12:30 EST | België     | 1 – 0            | Nederland | Citrus Bowl, Orlando Toeschouwers: 62.387 Scheidsrechter: Renato Marsiglia ( Brazilië) |
| 25 juni 1994 «onderlinge duels» 12:30 EST | Albert 65' | wedstrijdverslag |           | Citrus Bowl, Orlando Toeschouwers: 62.387 Scheidsrechter: Renato Marsiglia ( Brazilië) |

|                                           |        |                  |               |                                                                                             |
| 29 juni 1994 «onderlinge duels» 12:30 EST | België | 0 – 1            | Saoedi-Arabië | RFK Stadium, Washington D.C. Toeschouwers: 52.959 Scheidsrechter: Hellmut Krug ( Duitsland) |
| 29 juni 1994 «onderlinge duels» 12:30 EST |        | wedstrijdverslag | 5' Al-Owairan | RFK Stadium, Washington D.C. Toeschouwers: 52.959 Scheidsrechter: Hellmut Krug ( Duitsland) |

|                                           |           |                  |                      |                                                                                  |
| 29 juni 1994 «onderlinge duels» 12:30 EST | Marokko   | 1 – 2            | Nederland            | Citrus Bowl, Orlando Toeschouwers: 60.578 Scheidsrechter: Alberto Tejada ( Peru) |
| 29 juni 1994 «onderlinge duels» 12:30 EST | Nader 47' | wedstrijdverslag | 43' Bergkamp 77' Roy | Citrus Bowl, Orlando Toeschouwers: 60.578 Scheidsrechter: Alberto Tejada ( Peru) |

¹ De beste vier nummers 3 (Verenigde Staten, Argentinië, Italië en België) plaatsen zich ook voor de achtste finales

## Knock-outfase
|  | Achtste finale           | Achtste finale            |                           |       | Kwartfinale  | Kwartfinale  |                    |                    | Halve finale | Halve finale |  |  | Finale | Finale |
|  |                          |                           |                           |       |              |              |                    |                    |              |              |  |  |        |        |
|  | 4 juli – Stanford        |                           |                           |       |              |              |                    |                    |              |              |  |  |        |        |
|  |                          |                           |                           |       |              |              |                    |                    |              |              |  |  |        |        |
|  | Brazilië                 | 1                         |                           |       |              |              |                    |                    |              |              |  |  |        |        |
|  | Brazilië                 | 1                         | 9 juli – Dallas           |       |              |              |                    |                    |              |              |  |  |        |        |
|  | Verenigde Staten         | 0                         |                           |       |              |              |                    |                    |              |              |  |  |        |        |
|  | Verenigde Staten         | 0                         | Brazilië                  | 3     |              |              |                    |                    |              |              |  |  |        |        |
|  | 4 juli – Orlando         |                           | Brazilië                  | 3     |              |              |                    |                    |              |              |  |  |        |        |
|  |                          | Nederland                 | 2                         |       |              |              |                    |                    |              |              |  |  |        |        |
|  | Nederland                | Nederland                 | 2                         | 2     |              |              |                    |                    |              |              |  |  |        |        |
|  | Nederland                |                           | 13 juli – Pasadena        | 2     |              |              |                    |                    |              |              |  |  |        |        |
|  | Ierland                  | 0                         |                           |       |              |              |                    |                    |              |              |  |  |        |        |
|  | Ierland                  | 0                         | Brazilië                  | 1     |              |              |                    |                    |              |              |  |  |        |        |
|  | 3 juli – Dallas          |                           | Brazilië                  | 1     |              |              |                    |                    |              |              |  |  |        |        |
|  |                          | Zweden                    | 0                         |       |              |              |                    |                    |              |              |  |  |        |        |
|  | Zweden                   | Zweden                    | 0                         | 3     |              |              |                    |                    |              |              |  |  |        |        |
|  | Zweden                   | 10 juli – Stanford        |                           | 3     |              |              |                    |                    |              |              |  |  |        |        |
|  | Saoedi-Arabië            | 1                         |                           |       |              |              |                    |                    |              |              |  |  |        |        |
|  | Saoedi-Arabië            | 1                         | Zweden                    | 2 (5) |              |              |                    |                    |              |              |  |  |        |        |
|  | 3 juli – Pasadena        |                           | Zweden                    | 2 (5) |              |              |                    |                    |              |              |  |  |        |        |
|  |                          | Roemenië                  | 2 (4)                     |       |              |              |                    |                    |              |              |  |  |        |        |
|  | Roemenië                 | Roemenië                  | 2 (4)                     | 3     |              |              |                    |                    |              |              |  |  |        |        |
|  | Roemenië                 |                           | 17 juli – Pasadena        | 3     |              |              |                    |                    |              |              |  |  |        |        |
|  | Argentinië               | 2                         |                           |       |              |              |                    |                    |              |              |  |  |        |        |
|  | Argentinië               | 2                         | Brazilië                  | 0 (3) |              |              |                    |                    |              |              |  |  |        |        |
|  | 5 juli – Foxborough      |                           | Brazilië                  | 0 (3) |              |              |                    |                    |              |              |  |  |        |        |
|  |                          | Italië                    | 0 (2)                     |       |              |              |                    |                    |              |              |  |  |        |        |
|  | Italië                   | Italië                    | 0 (2)                     | 2     |              |              |                    |                    |              |              |  |  |        |        |
|  | Italië                   | 9 juli – Foxborough       |                           | 2     |              |              |                    |                    |              |              |  |  |        |        |
|  | Nigeria                  | 1                         |                           |       |              |              |                    |                    |              |              |  |  |        |        |
|  | Nigeria                  | 1                         | Italië                    | 2     |              |              |                    |                    |              |              |  |  |        |        |
|  | 2 juli – Washington      |                           | Italië                    | 2     |              |              |                    |                    |              |              |  |  |        |        |
|  |                          | Spanje                    | 1                         |       |              |              |                    |                    |              |              |  |  |        |        |
|  | Spanje                   | Spanje                    | 1                         | 3     |              |              |                    |                    |              |              |  |  |        |        |
|  | Spanje                   |                           | 13 juli – East Rutherford | 3     |              |              |                    |                    |              |              |  |  |        |        |
|  | Zwitserland              | 0                         |                           |       |              |              |                    |                    |              |              |  |  |        |        |
|  | Zwitserland              | 0                         | Italië                    | 2     |              |              |                    |                    |              |              |  |  |        |        |
|  | 5 juli – East Rutherford |                           | Italië                    | 2     |              |              |                    |                    |              |              |  |  |        |        |
|  |                          | Bulgarije                 | 1                         |       | Derde plaats | Derde plaats |                    |                    |              |              |  |  |        |        |
|  | Bulgarije                | Bulgarije                 | 1                         | 1 (3) | Derde plaats | Derde plaats |                    |                    |              |              |  |  |        |        |
|  | Bulgarije                | 10 juli – East Rutherford | 10 juli – East Rutherford | 1 (3) |              |              | 16 juli – Pasadena | 16 juli – Pasadena |              |              |  |  |        |        |
|  | Mexico                   | 10 juli – East Rutherford | 10 juli – East Rutherford | 1 (1) |              |              | 16 juli – Pasadena | 16 juli – Pasadena |              |              |  |  |        |        |
|  | Mexico                   | Bulgarije                 | 2                         | 1 (1) | Zweden       | 4            |                    |                    |              |              |  |  |        |        |
|  | 2 juli – Chicago         | Bulgarije                 | 2                         |       | Zweden       | 4            |                    |                    |              |              |  |  |        |        |
|  |                          | Duitsland                 | 1                         |       | Bulgarije    | 0            |                    |                    |              |              |  |  |        |        |
|  | Duitsland                | Duitsland                 | 1                         | 3     | Bulgarije    | 0            |                    |                    |              |              |  |  |        |        |
|  | Duitsland                |                           |                           | 3     |              |              |                    |                    |              |              |  |  |        |        |
|  | België                   | 2                         |                           |       |              |              |                    |                    |              |              |  |  |        |        |
|  | België                   | 2                         |                           |       |              |              |                    |                    |              |              |  |  |        |        |

### Achtste finales
Tien Europese landen haalden de achtste finales, evenveel als vorig WK, Zuid-Amerika ging van vier naar twee plaatsen, Noord-Amerika van één naar twee, Afrika behield zijn ticket en Azië had voor de eerste keer sinds 1966 een vertegenwoordiger in de tweede ronde. Duitsland, Italië, Ierland, Nederland, Roemenië, Spanje, België, Argentinië en Brazilië waren er opnieuw bij, Kameroen en Costa Rica waren respectievelijk uitgeschakeld door Zweden en Mexico, Colombia door zowel Zwitserland als de Verenigde Staten. De plaatsen van Tsjecho-Slowakije, Joegoslavië en Engeland werden overgenomen door Bulgarije en Saoedi-Arabië.

#### Duitsland - België
|                                      |                              |                  |                    |                                                                                               |
| 2 juli 1994 «onderlinge duels» 12:00 | Duitsland                    | 3 – 2            | België             | Soldier Field, Chicago Toeschouwers: 60.246 Scheidsrechter: Kurt Röthlisberger ( Zwitserland) |
| 2 juli 1994 «onderlinge duels» 12:00 | Völler 6', 40' Klinsmann 11' | wedstrijdverslag | 8' Grün 90' Albert | Soldier Field, Chicago Toeschouwers: 60.246 Scheidsrechter: Kurt Röthlisberger ( Zwitserland) |

Na de moeizaam verlopen eerste ronde greep de Duitse bondscoach Berti Vogts voor de wedstrijd tegen België in: matchwinnaar van de finale van het vorige WK Andreas Brehme kwam op de bank terecht en de eerder afscheid genomen Rudi Völler kwam terug in de basis. Hij vormde met Jürgen Klinsmann als vanouds een sterk duo, Völler scoorde tweemaal, Klinsmann een. Het was andermaal aan doelman Michel Preud'homme te danken dat de schade voor de Belgen niet verder opliep. Vroeg in de tweede helft was er een controversieel moment: bij een 3-1 stand voor Duitsland werd aanvaller Josip Weber onreglementair gestopt door Thomas Helmer, maar de Zwitserse scheidsrechter Kurt Röthlisberger zag er geen strafschop in. In de slotfase maakte Philippe Albert een tegendoelpunt, maar dat doelpunt kwam te laat om alsnog Duitsland te verontrusten. Troostprijs voor de Belgen was dat doelman Michel Preud'homme werd gekozen tot beste doelman van het toernooi.

#### Spanje - Zwitserland
|                                      |                                                    |                  |             |                                                                                                   |
| 2 juli 1994 «onderlinge duels» 16:35 | Spanje                                             | 3 – 0            | Zwitserland | RFK Stadium, Washington D.C. Toeschouwers: 53.121 Scheidsrechter: Mario van der Ende ( Nederland) |
| 2 juli 1994 «onderlinge duels» 16:35 | Hierro 15' Luis Enrique 74' Begiristain 86' (pen.) | wedstrijdverslag |             | RFK Stadium, Washington D.C. Toeschouwers: 53.121 Scheidsrechter: Mario van der Ende ( Nederland) |

Spanje tegen Zwitserland werd al beslist in de eerste helft, toen de Nederlandse scheidsrechter Mario van der Ende liet doorspelen na een botsing tussen een Zwitserse en Spaanse speler op de Spaanse helft en Fernando Hierro in een snelle tegenaanval scoorde. In de tweede helft kwam Spanje niet in gevaar en in de slotfase maakte Spanje het professioneel af: 3-0. Het Spaanse team was een ploeg zonder vedetten en speelde vooral degelijk, geheel naar voorkeur van de Bask Javier Clemente, die in de publiciteit regelmatig botste met FC Barcelona-coach Johan Cruijff en een grote voorkeur voor Baskische spelers had.

#### Saoedi-Arabië - Zweden
|                                      |                  |                  |                                 |                                                                                       |
| 3 juli 1994 «onderlinge duels» 16:30 | Saoedi-Arabië    | 1 – 3            | Zweden                          | Cotton Bowl, Dallas Toeschouwers: 60.277 Scheidsrechter: Renato Marsiglia ( Brazilië) |
| 3 juli 1994 «onderlinge duels» 16:30 | Al-Ghesheyan 85' | Wedstrijdverslag | 6' Dahlin 51', 88' K. Andersson | Cotton Bowl, Dallas Toeschouwers: 60.277 Scheidsrechter: Renato Marsiglia ( Brazilië) |

Saoedi-Arabië kon niet voor een nieuwe verrassing zorgen en verloor met 3-1 van een effectiever Zweden. Het aanvalsduo Martin Dahlin en Kenneth Anderson was het meest succesvolle aanvalsduo van het toernooi, Dahlin stond op vier en Anderson op drie treffers na deze wedstrijd. De mooiste treffer werd echter gemaakt door de Arabier Fahad Al-Ghesheyan, die later een korte periode bij de Nederlandse club AZ Alkmaar speelde.

#### Roemenië - Argentinië
|                                      |                              |                  |                                |                                                                                       |
| 3 juli 1994 «onderlinge duels» 13:35 | Roemenië                     | 3 – 2            | Argentinië                     | Rose Bowl, Pasadena Toeschouwers: 90.469 Scheidsrechter: Pierluigi Pairetto ( Italië) |
| 3 juli 1994 «onderlinge duels» 13:35 | Dumitrescu 11', 18' Hagi 58' | wedstrijdverslag | 16' (pen.) Batistuta 75' Balbo | Rose Bowl, Pasadena Toeschouwers: 90.469 Scheidsrechter: Pierluigi Pairetto ( Italië) |

Na Maradona moest Argentinië ook al Claudio Caniggia missen met een blessure, ofschoon er geruchten gingen, dat Caniggia niet meedeed vanwege ook zijn drugsverleden. Roemenië had al eerder  bewezen goed om te kunnen schieten met een sterk Zuid-Amerikaans land, de tactiek tegen Argentinië was hetzelfde als tegen Colombia: via snelle uitbraken proberen te scoren. Het leverde een adembenemende wedstrijd op. waarbij Argentinië de eerste grote kans kreeg: Diego Simeone zette Abel Balbo vrij voor de doelman, maar hij verprutste de kans. Het antwoord van Roemenië kwam vrij snel: Dumitrescu nam een vrije trap schuin van het strafschopgebied en de doelman Islas was verrast. Gabriel Batistuta versierde een strafschop, die hij zelf benutte, maar het antwoord van Roemenië was verbluffend: Gheorghe Hagi zette met een leep passje Dumitrescu vrij voor de doelman en zonder de bal nog aan te spelen punterde hij de bal in de Argentijnse doel. Het spel golfde op en neer, tekenend was de 19e minuut, waarbij achtereenvolgens Gheorghe Popescu namens Roemenië, Daniel Ortega namens Argentinië en George Hagi en opnieuw Popescu namens Roemenië een grote kans miste. Vooral Hagi en Dumitrescu leefden zich uit in snel combinatie-spel. In de tweede helft leek de wedstrijd definitief beslist, toen Dumitrescu ditmaal George Hagi bediende: 3-1. Argentinië kwam nog één keer terug in de wedstrijd, toen doelman Bogdan Stelea de bal los liet bij een vrije trap van Fernando Cáceres, waarvan Balbo profiteerde. Verder kwamen de Argentijnen niet tot grote verdriet van Diego Maradona, die op de perstribune zich regelmatig liet gaan. Op basis van deze wedstrijd kocht Tottenham Hotspur Dumitrescu, maar hij kon totaal niet aarden in Londen en vertrok na één seizoen al terug naar Roemenië.

#### Nederland - Ierland
|                                      |                       |                  |         |                                                                                         |
| 4 juli 1994 «onderlinge duels» 12:05 | Nederland             | 2 – 0            | Ierland | Citrus Bowl, Orlando Toeschouwers: 61.355 Scheidsrechter: Peter Mikkelsen ( Denemarken) |
| 4 juli 1994 «onderlinge duels» 12:05 | Bergkamp 11' Jonk 41' | wedstrijdverslag |         | Citrus Bowl, Orlando Toeschouwers: 61.355 Scheidsrechter: Peter Mikkelsen ( Denemarken) |

Nederland maakte een betere indruk dan in de eerste ronde. In de eerste helft speelde Nederland vooral veel sneller dan Ierland, vooral Marc Overmars was ongrijpbaar en snelde vaak langs de Ierse verdediging. In de elfde minuut profiteerde hij van een fout in de verdediging en van zijn snelheid en gaf de voorzet waardoor Dennis Bergkamp scoorde. Toen de Ieren wat beter in de wedstrijd kwamen profiteerde Wim Jonk van een inschattingsfout van doelman Pat Bonner, die een houdbaar afstandsschot liet glippen. In de tweede helft zette Ierland nog alles op alles om terug in de wedstrijd te komen, al leverde het geen grote kansen op. Nederland viel terug, maar haalde in het hete Orlando ongeschonden de kwartfinales.

#### Brazilië - Verenigde Staten
|                                      |            |                  |                  |                                                                                           |
| 4 juli 1994 «onderlinge duels» 12:35 | Brazilië   | 1 – 0            | Verenigde Staten | Stanford Stadium, Stanford Toeschouwers: 84.147 Scheidsrechter: Joël Quiniou ( Frankrijk) |
| 4 juli 1994 «onderlinge duels» 12:35 | Bebeto 72' | wedstrijdverslag |                  | Stanford Stadium, Stanford Toeschouwers: 84.147 Scheidsrechter: Joël Quiniou ( Frankrijk) |

Op Independance Day hoopte heel de Verenigde Staten op een verrassing tegen het grootste voetballand van de wereld Brazilië. Amerika begon goed, een voorzet ging rakelings naast, maar daarna groef Amerika zich in, geheel volgens de filosofie van coach Bora Milutinovic. Brazilië had ook wat zekerheden ingebouwd, de teleurstellend spelende aanvoerder Raí werd vervangen door de degelijke Mazinho. In de eerste helft moest Brazilië met tien man verder, Leonardo verloor zijn beheersing in een fel duel met Tab Ramos en sloeg met zijn elleboog hem buiten bewustzijn. Ramos zou nog wekenlang in het ziekenhuis liggen en Leonardo werd geschorst voor de rest van het toernooi. Aan het spelbeeld veranderde echter weinig, Romário schoot op de paal. Brazilië moest het sowieso hebben van momenten van zijn sterke aanvaller, want de ploeg speelde een matige wedstrijd. In de tweede helft begon Romário een solo, die Bebeto in de gelegenheid stelde de winnende treffer te scoren. De Verenigde Staten waren niet meer in staat de wedstrijd om te buigen, zeker nadat Fernando Clavijo ook uit het veld werd gestuurd.

#### Nigeria - Italië
|                                      |             |                  |                            |                                                                                                 |
| 5 juli 1994 «onderlinge duels» 13:05 | Nigeria     | 1 – 2 (nv)       | Italië                     | Foxboro Stadium, Foxborough Toeschouwers: 54.367 Scheidsrechter: Arturo Brizio Carter ( Mexico) |
| 5 juli 1994 «onderlinge duels» 13:05 | Amunike 25' | wedstrijdverslag | 88', 102' (pen.) R. Baggio | Foxboro Stadium, Foxborough Toeschouwers: 54.367 Scheidsrechter: Arturo Brizio Carter ( Mexico) |

Na de matige resultaten in de eerste ronde keek Italië met angst en beven uit naar de wedstrijd tegen Nigeriaans voetbalelftal. Echter, het rommelde hevig in het Nigeriaanse kamp, de Nigeriaanse selectie had wekenlang als een monnik geleefd onder de strenge discipline van Clemens Westerhof. Een minister bezocht het trainingskamp van de Nigerianen en gaf als cadeau een aantal prostituees, wat eerder al tijdens de Afrika Cup was aangeboden . De discipline was ver te zoeken en Westerhof vertrok uit het hotel. Hij zat nog wel op de bank tegen Italië, maar de ploeg was geen eenheid meer. Nigeria speelde minder als in de eerste ronde, maar kwam op voorsprong dankzij een misser in de Italiaanse verdediging. Italië viel wanhopig aan, maar kon weinig uitrichten. Tot overmaat van ramp werd de net ingevallen Gianfranco Zola uit het veld gestuurd, omdat een onschuldig duwtje door de scheidsrechter zwaar bestraft werd. De Nigerianen dachten, dat de wedstrijd gespeeld was , vooral Jay-Jay Okocha probeerde de Italianen te vernederen. De Italianen putten weer wat moed en twee minuten voor tijd zorgde de tot dusverre matig spelende Roberto Baggio voor opluchting op het Apennijnse schiereiland: 1-1. In de verlenging benutte Baggio een strafschop en Nigeria kon naar huis. Dat gold ook voor Clemens Westerhof, zonder afscheid te nemen vertrok hij na vijf jaar Afrika naar Amsterdam. Zijn assistent Jo Bonfrère zorgde twee jaar later toch nog voor succes in de USA, op de Olympische Spelen van Atlanta werd hij met Nigeria Olympisch kampioen. Jaren later werd Westerhof ervan beschuldigd dat hij zich voor 100.000 dollar liet omkopen om de wedstrijd te laten verliezen, Westerhof eiste rectificatie en werd van alle blaam gezuiverd.

#### Mexico - Bulgarije
|                                      |                                     |                  |                                      |                                                                                                |
| 5 juli 1994 «onderlinge duels» 16:35 | Mexico                              | 1 – 1 (nv)       | Bulgarije                            | Giants Stadium, East Rutherford Toeschouwers: 71.030 Scheidsrechter: Jamal Al Sharif ( Syri ë) |
| 5 juli 1994 «onderlinge duels» 16:35 | García Aspe 18' (pen.)              | wedstrijdverslag | 6' Stoitsjkov                        | Giants Stadium, East Rutherford Toeschouwers: 71.030 Scheidsrechter: Jamal Al Sharif ( Syri ë) |
| 5 juli 1994 «onderlinge duels» 16:35 | Strafschoppen                       |                  |                                      | Giants Stadium, East Rutherford Toeschouwers: 71.030 Scheidsrechter: Jamal Al Sharif ( Syri ë) |
| 5 juli 1994 «onderlinge duels» 16:35 | García Aspe Bernal Rodríguez Suárez | 1 – 3            | Balakov Guentchev Borimirov Letchkov | Giants Stadium, East Rutherford Toeschouwers: 71.030 Scheidsrechter: Jamal Al Sharif ( Syri ë) |

Net als buurman Roemenië was het sterke punt van Bulgarije de tegenaanval en dat bewezen ze in de zesde minuut in de wedstrijd tegen Mexico: na een snelle tegenaanval haalde Christo Stoitsjkov verwoestend uit: 1-0. Bulgarije was in het begin veel sterker, kopte op de paal via Emil Kostadinov, maar Mexico werd gered door de scheidsrechter: een licht vergrijp leverde een strafschop op, die door Garcia Aspe werd benut. Vlak daarna vond er een opmerkelijk incident plaats: om een doelpunt te voorkomen vernielde een Mexicaanse verdediger per abuis het doel, maar door een efficiënte organisatie was er binnen korte tijd een nieuw doel beschikbaar. In het vervolg van het duel gebeurde op rode kaarten voor beide teams na niet veel meer. Mexico domineerde zonder echter gevaarlijk te worden, Bulgarije dacht nauwelijks nog aan aanvallen. In de strafschopserie misten liefst drie Mexicanen achter elkaar een strafschop, waarna Yordan Letchkov de beslissende strafschop benutte en Bulgarije voor de eerste keer in zijn geschiedenis zich plaatste voor de kwartfinales.

### Kwartfinales
Ten opzichte van het vorige WK haalden alleen (West-) Duitsland en Italië opnieuw de kwartfinales, Argentinië en Tsjecho-Slowakije werden beiden door Roemenië uitgeschakeld, Engeland en Ierland door Nederland, Kameroen door zowel Brazilië als Zweden. De plaats van Joegoslavië werd ingenomen door Spanje en Bulgarije.
Europa won één zetel (van zes naar zeven) ten opzichte van de Afrikaanse zetel, Zuid-Amerika behield haar enige deelnemer.

#### Italië - Spanje
|                                      |                             |                  |              |                                                                                           |
| 9 juli 1994 «onderlinge duels» 12:05 | Italië                      | 2 – 1            | Spanje       | Foxboro Stadium, Foxborough Toeschouwers: 53.400 Scheidsrechter: Sándor Puhl ( Hongarije) |
| 9 juli 1994 «onderlinge duels» 12:05 | D. Baggio 25' R. Baggio 88' | wedstrijdverslag | 58' Caminero | Foxboro Stadium, Foxborough Toeschouwers: 53.400 Scheidsrechter: Sándor Puhl ( Hongarije) |

In de eerste helft was de strijd van de Zuid-Europese landen Spanje en Italië een gelijkopgaande strijd, alleen Dino Baggio wist te scoren met een afstandsschot. In de tweede helft drukten de Spanjaarden door en scoorde de gelijkmaker via de Spaanse relevatie van het toernooi, José Luís Caminero. Italië was rijp voor de sloop, maar de Spanjaarden konden het niet afmaken. Invaller Julio Salinas miste volledig vrijstaand voor de doelman een kans en Alessandro Costacurta haalde een poging van Miguel Ángel Nadal van de lijn. Zoals vaker viel het doelpunt bij de tegenstander: Giuseppe Signori bediende de weer onzichtbare Roberto Baggio en hij was net als tegen Nigeria in de slotfase trefzeker. In de blessuretijd werd Spanje zwaar onrecht aangedaan, in een duel in het strafschopgebied van de Italianen bezorgde de Italiaanse verdediger Luis Enrique een gebroken neus, maar de scheidsrechter gaf geen strafschop en stuurde Tassotti niet van het veld. Voordat Enrique op het brandcard lag, wilde hij Tassotti nog te lijf gaan, maar niets help, Italië haalde strompelend de halve finale. Mauro Tassotti werd alsnog voor acht wedstrijden geschorst, maar Spanje en Luis Enrique hadden daar niets aan.

#### Brazilië - Nederland
|                                          |                         |                  |                                   |                                                                                        |
| 9 juli 1994 «onderlinge duels» 14:35 CST | Nederland               | 2 – 3            | Brazilië                          | Cotton Bowl, Dallas Toeschouwers: 63.500 Scheidsrechter: Rodrigo Badilla ( Costa Rica) |
| 9 juli 1994 «onderlinge duels» 14:35 CST | Bergkamp 64' Winter 76' | wedstrijdverslag | 53' Romário 63' Bebeto 81' Branco | Cotton Bowl, Dallas Toeschouwers: 63.500 Scheidsrechter: Rodrigo Badilla ( Costa Rica) |

Na een eerste helft zonder hoogtepunten barstte het spektakel los in de tweede helft. In de opstelling van Nederland verkoos coach Dick Advocaat de tegen Ierland geschorste Jan Wouters boven Frank de Boer, ondanks het feit, dat Wouters een matig toernooi speelde en geen echte verdediger was. Dat werd een probleem in de tweede helft, waar Brazilië constant profiteerde van balverlies van de Nederlanders en Jan Wouters te langzaam was voor Bebeto. Na onnodig balverlies van Frank Rijkaard klopte Bebeto Wouters op snelheid en Romário klopte mandekker Stan Valckx: 1-0. Valcx en Romário waren vrienden in hun periode bij PSV Eindhoven en moesten nu tegen elkaar spelen. Na de 1-0 had Nederland het zwaar en had Brazilië de wedstrijd kunnen beslissen, Bebeto raakte na weer een snelle uitbraak de paal en Romário werd gestuit door Ed de Goeij na een sterke, individuele actie. De 2-0 viel uiteindelijk toch, maar was te danken aan een scheidsrechtelijke dwaling, een scheidsrechter uit Bahrein zag een duidelijke buitenspelsituatie over het hoofd, de Nederlanders stopte met anticiperen en Bebeto kon vrij voor De Goeij scoren. Bebeto vierde het doelpunt door met een wiegbeweging de geboorte van zijn zoon te eren. Met nog een half uur te gaan, besloot Nederland eindelijk alle schroom van zich af te spelen en vlak daarna scoorde Dennis Bergkamp na goed doorzetten. In de 76e minuut kopte Aron Winter de gelijkmaker binnen na een hoekschop van Dennis Bergkamp. Daarna namen de Brazilianen weer het initiatief over, Branco schoot een vrije trap net naast. De vervanger van de geschorste Leonardo zette daarna door inclusief een vermeende overtreding op Marc Overmars en lokte een nieuwe vrije trap uit. Hij nam hem opnieuw zelf en Ed de Goeij reageerde net te laat op het schot. Nederland kon geen vuist meer maken en het nam afscheid van de laatste representanten van het team, dat in 1988 Europees kampioen werden: Rijkaard, Wouters en Ronald Koeman speelden alle drie een minder toernooi. Het werd tijd voor een nieuwe generatie, die zich af en toe liet gelden dit toernooi.

#### Duitsland - Bulgarije
|                                       |                             |                  |                     | |
| 10 juli 1994 «onderlinge duels» 12:05 | Bulgarije                   | 2 – 1            | Duitsland           | Giants Stadium, East Rutherford Toeschouwers: 72.000 Scheidsrechter: José Torres Cadena ( Colombia) |
| 10 juli 1994 «onderlinge duels» 12:05 | Stoitsjkov 75' Letchkov 78' | wedstrijdverslag | 47' (pen.) Matthäus | Giants Stadium, East Rutherford Toeschouwers: 72.000 Scheidsrechter: José Torres Cadena ( Colombia) |

Regerend wereldkampioen Duitsland bewees, dat de goede wedstrijd tegen België een incident was en speelde opnieuw matig. In de eerste helft kreeg Bulgarije de beste kans, maar Krasimir Balakov schoot op de paal. De tweede helft liet Jürgen Klinsmann zich makkelijk vallen in een duel met Letchkov, de scheidsrechter zag er een strafschop in en Lothar Matthäus benutte de kans. Bij de vorige kwartfinale op een WK tegen een andere Oost-Europees land (Tsjecho-Slowakije) gebeurde precies hetzelfde, alleen de uitkomst was anders. Eerst schoot Thomas Häßler op de paal en Rudi Völler benutte de rebound. Het scorebord gaf al 2-0 aan, maar de scheidsrechter keurde het doelpunt (terecht) af. De Bulgaren putten moed, Christo Stoitsjkov liet zich makkelijk vallen, kreeg een vrije trap en schoot hem zelf in, waarbij doelman Bodo Illgner een passieve indruk maakte. Vlak daarna kwam de beslissing, uitgerekend de bij Hamburger SV spelende en veroorzaker van de strafschop Yordan Letchkov scoorde met het hoofd en de Duitsers konden de wedstrijd niet meer omzetten. Heel Duitsland eiste het hoofd van coach Berti Vogts, maar hij zou gewoon aanblijven.

#### Roemenië - Zweden
|                                           |                                                       |                  |                                                      |                                                                                        |
| 10 juli 1994 «onderlinge duels» 12:35 PST | Roemenië                                              | 2 – 2 (n.v.)     | Zweden                                               | Stanford Stadium, Stanford Toeschouwers: 83.500 Scheidsrechter: Philip Don ( Engeland) |
| 10 juli 1994 «onderlinge duels» 12:35 PST | Rǎducioiu 88', 101'                                   | wedstrijdverslag | 78' Brolin 115' K. Andersson                         | Stanford Stadium, Stanford Toeschouwers: 83.500 Scheidsrechter: Philip Don ( Engeland) |
| 10 juli 1994 «onderlinge duels» 12:35 PST | Strafschoppen                                         |                  |                                                      | Stanford Stadium, Stanford Toeschouwers: 83.500 Scheidsrechter: Philip Don ( Engeland) |
| 10 juli 1994 «onderlinge duels» 12:35 PST | Răducioiu Hagi Lupescu Petrescu Dumitrescu Belodedici | 4 – 5            | Mild K. Andersson Brolin Ingesson R. Nilsson Larsson | Stanford Stadium, Stanford Toeschouwers: 83.500 Scheidsrechter: Philip Don ( Engeland) |

Roemenië bewees andermaal, dat het moeite had om het spel te maken, tegenstander Zweden speelde namelijk vooral fysiek en defensief. Dat leverde lange tijd een wedstrijd zonder hoogtepunten op, de beste kans was voor Martin Dahlin van Zweden, die op de paal kopte. De uitblinker van de wedstrijd tegen Argentinië, Ilie Dumitrescu was onzichtbaar en regisseur Gheorghe Hagi kon de wedstrijd niet naar zijn hand zetten. Zweden leek de wedstrijd te winnen door in de 78e minuut voor te komen via een goed ingestudeerde vrije trap door Tomas Brolin, maar Florin Răducioiu scoorde vlak voor tijd de gelijkmaker om vroeg in de verlenging de Roemenen op voorsprong te schieten. De Roemenen liepen echter meer achteruit dan vooruit, zelfs toen Stefan Schwarz uit het veld werd gestuurd na twee gele kaarten. Vier minuten voor tijd liet doelman Florin Prunea zich aftroeven in een luchtduel met Kenneth Anderson, hetgeen de Zweedse gelijkmaker opleverde. In de strafschoppenserie groeide de Zweedse doelman Thomas Ravelli uit tot held van de natie, door twee strafschoppen te keren.

### Halve finales
Ten opzichte van het vorige WK plaatse alleen Italië zich opnieuw, (West-) Duitsland werd uitgeschakeld door Bulgarije, de plaatsen van Argentinië en Engeland werden ingenomen door Bulgarije en Zweden.
De verhouding qua continenten bleef hetzelfde, driemaal Europa, eenmaal Zuid-Amerika.

#### Italië - Bulgarije
|                                       |                       |                  |                    |                                                                                                |
| 13 juli 1994 «onderlinge duels» 16:05 | Bulgarije             | 1 – 2            | Italië             | Giants Stadium, East Rutherford Toeschouwers: 74.110 Scheidsrechter: Joël Quiniou ( Frankrijk) |
| 13 juli 1994 «onderlinge duels» 16:05 | Stoitsjkov 44' (pen.) | wedstrijdverslag | 21', 25' R. Baggio | Giants Stadium, East Rutherford Toeschouwers: 74.110 Scheidsrechter: Joël Quiniou ( Frankrijk) |

Eindelijk liet Italië goed voetbal zien, in de eerste helft werd Bulgarije weggespeeld met fraai combinatiespel. Grote man was opnieuw Roberto Baggio, die met twee sterke individuele acties binnen vijf minuten twee keer scoorde. Demetrio Albertini schoot op de paal en doelman Michailov redde prima op schoten van Roberto Donadoni en opnieuw Albertini. Vlak voor rust kwam Bulgarije terug in de wedstrijd, Nasko Sirakov begon een solo, die gestuit werd door Alessandro Costacurta, waarna Christo Stoitsjkov de strafschop verzilverde. Het was het zesde doelpunt van Stoickov, die daarmee met de Rus Salenko topscorer zou worden. In de tweede helft gebeurde niet veel meer, Bulgarije kon niet veel meer en Italië vond het prima, ook de hitte werkte niet mee. Wel had Bulgarije een strafschop kunnen hebben, toen Costacurta hands maakte. Grote schrik was er vlak voor tijd bij de Italianen, Roberto Baggio viel geblesseerd uit en er werd gevreesd, dat hij de finale niet zou halen.

#### Brazilië - Zweden
|                                           |        |                  |             |                                                                                         |
| 13 juli 1994 «onderlinge duels» 16:05 PST | Zweden | 0 – 1            | Brazilië    | Rose Bowl, Pasadena Toeschouwers: 91.856 Scheidsrechter: José Torres Cadena ( Colombia) |
| 13 juli 1994 «onderlinge duels» 16:05 PST |        | wedstrijdverslag | 80' Romário | Rose Bowl, Pasadena Toeschouwers: 91.856 Scheidsrechter: José Torres Cadena ( Colombia) |

In de groepswedstrijd tegen Zweden moest Brazilië genoegen nemen met een gelijkspel, in de halve finale was het echter eenrichtingsverkeer. De Zweden creëerden nauwelijks kansen, Zinho en Mazinho misten opgelegde kansen en een inzet van de vaak weer ongrijpbare Romário werd van de lijn gehaald. Bij Zweden werd Jonas Thern uit het veld gestuurd na een charge op Dunga, maar er werd maar niet gescoord tot de tachtigste minuut. In die minuut kopte de kleinste man van het veld de winnende treffer binnen. Daarmee schoot Romário zijn land voor de eerste keer sinds 1970 naar de finale. De tegenstander was dezelfde: Italië.

### Troostfinale
|                                           |                                                 |                  |           | |
| 16 juli 1994 «onderlinge duels» 12:35 PST | Zweden                                          | 4 – 0            | Bulgarije | Rose Bowl, Pasadena Toeschouwers: 91.500 Scheidsrechter: Ali Bujsaim ( Verenigde Arabische Emiraten) |
| 16 juli 1994 «onderlinge duels» 12:35 PST | Brolin 8' Mild 30' Larsson 37' K. Andersson 40' | wedstrijdverslag |           | Rose Bowl, Pasadena Toeschouwers: 91.500 Scheidsrechter: Ali Bujsaim ( Verenigde Arabische Emiraten) |

### Finale
De finale was opnieuw een confrontatie tussen een Europees en een Zuid-Amerikaans land. De finaleplaatsen van (West-)Duitsland en Argentinië werden ingenomen door Italië en Brazilië. Voor het eerst in de geschiedenis van het WK moest de finale door strafschoppen worden beslecht.
|                                           |                                    |            |                                          |                                                                                   |
| 17 juli 1994 «onderlinge duels» 12:35 PST | Brazilië                           | 0 – 0 (nv) | Italië                                   | Rose Bowl, Pasadena Toeschouwers: 94.194 Scheidsrechter: Sándor Puhl ( Hongarije) |
| 17 juli 1994 «onderlinge duels» 12:35 PST | wedstrijdverslag                   |            |                                          | Rose Bowl, Pasadena Toeschouwers: 94.194 Scheidsrechter: Sándor Puhl ( Hongarije) |
| 17 juli 1994 «onderlinge duels» 12:35 PST | Strafschoppen                      |            |                                          | Rose Bowl, Pasadena Toeschouwers: 94.194 Scheidsrechter: Sándor Puhl ( Hongarije) |
| 17 juli 1994 «onderlinge duels» 12:35 PST | Márcio Santos Romário Branco Dunga | 3 – 2      | Baresi Albertini Evani Massaro R. Baggio | Rose Bowl, Pasadena Toeschouwers: 94.194 Scheidsrechter: Sándor Puhl ( Hongarije) |

| 1994 Wereldkampioen   |
| --------------------- |
|                       |
| BRAZILIË Vierde titel |

## Toernooiranglijst
| Plaats                              | Land             | Groep | GW | Win | Gel | Ver | DV | DT | +/− | Pnt |
| ----------------------------------- | ---------------- | ----- | -- | --- | --- | --- | -- | -- | --- | --- |
| 1                                   | Brazilië         | B     | 7  | 5   | 2   | 0   | 11 | 3  | +8  | 17  |
| 2                                   | Italië           | E     | 7  | 4   | 2   | 1   | 8  | 5  | +3  | 14  |
| 3                                   | Zweden           | B     | 7  | 3   | 3   | 1   | 15 | 8  | +7  | 12  |
| 4                                   | Bulgarije        | D     | 7  | 3   | 1   | 3   | 10 | 11 | −1  | 10  |
| Uitgeschakeld in de Kwartfinales    |                  |       |    |     |     |     |    |    |     |     |
| 5                                   | Duitsland        | C     | 5  | 3   | 1   | 1   | 9  | 7  | +2  | 10  |
| 6                                   | Roemenië         | A     | 5  | 3   | 1   | 1   | 10 | 9  | +1  | 10  |
| 7                                   | Nederland        | F     | 5  | 3   | 0   | 2   | 8  | 6  | +2  | 9   |
| 8                                   | Spanje           | C     | 5  | 2   | 2   | 1   | 10 | 6  | +4  | 8   |
| Uitgeschakeld in de Achtste finales |                  |       |    |     |     |     |    |    |     |     |
| 9                                   | Nigeria          | D     | 4  | 2   | 0   | 2   | 7  | 4  | +3  | 6   |
| 10                                  | Argentinië       | D     | 4  | 2   | 0   | 2   | 8  | 6  | +2  | 6   |
| 11                                  | België           | F     | 4  | 2   | 0   | 2   | 4  | 4  | 0   | 6   |
| 12                                  | Saoedi-Arabië    | F     | 4  | 2   | 0   | 2   | 5  | 6  | −1  | 6   |
| 13                                  | Mexico           | E     | 4  | 1   | 2   | 1   | 4  | 4  | 0   | 5   |
| 14                                  | Verenigde Staten | A     | 4  | 1   | 1   | 2   | 3  | 4  | −1  | 4   |
| 15                                  | Zwitserland      | A     | 4  | 1   | 1   | 2   | 5  | 7  | −2  | 4   |
| 16                                  | Ierland          | E     | 4  | 1   | 1   | 2   | 2  | 4  | −2  | 4   |
| Uitgeschakeld in de groepsfase      |                  |       |    |     |     |     |    |    |     |     |
| 17                                  | Noorwegen        | E     | 3  | 1   | 1   | 1   | 1  | 1  | 0   | 4   |
| 18                                  | Rusland          | B     | 3  | 1   | 0   | 2   | 7  | 6  | +1  | 3   |
| 19                                  | Colombia         | A     | 3  | 1   | 0   | 2   | 4  | 5  | −1  | 3   |
| 20                                  | Zuid-Korea       | C     | 3  | 0   | 2   | 1   | 4  | 5  | −1  | 2   |
| 21                                  | Bolivia          | C     | 3  | 0   | 1   | 2   | 1  | 4  | −3  | 1   |
| 22                                  | Kameroen         | B     | 3  | 0   | 1   | 2   | 3  | 11 | −8  | 1   |
| 23                                  | Marokko          | F     | 3  | 0   | 0   | 3   | 2  | 5  | −3  | 0   |
| 24                                  | Griekenland      | D     | 3  | 0   | 0   | 3   | 0  | 10 | −10 | 0   |

## Statistieken
| Aantal wedstrijden               | 52        |
| Totaal aantal doelpunten         | 141       |
| Eigen doelpunten                 | 1         |
| Aantal rode kaarten              | 15        |
| Aantal gele kaarten              | 235       |
| Doelpuntgemiddelde per wedstrijd | 2,71      |
| Toeschouwerstotaal               | 3.587.538 |
| Toeschouwersgemiddelde           | 68.991    |

## Doelpuntenmakers
6 doelpunten
- Christo Stoitsjkov
- Oleg Salenko

5 doelpunten
- Romário
- Roberto Baggio
- Jürgen Klinsmann
- Kennet Andersson

4 doelpunten
- Gabriel Batistuta
- Florin Răducioiu
- Martin Dahlin

3 doelpunten
- Bebeto
- Dennis Bergkamp
- Gheorghe Hagi
- José Luís Caminero
- Tomas Brolin

2 doelpunten
- Claudio Caniggia
- Philippe Albert
- Yordan Letchkov
- Adolfo Valencia
- Rudi Völler
- Dino Baggio
- Hong Myung-bo
- Luis García
- Wim Jonk
- Daniel Amokachi
- Emmanuel Amunike
- Ilie Dumitrescu
- Fuad Anwar
- Ion Andoni Goikoetxea
- Adrian Knup

1 doelpunt
- Abel Balbo
- Diego Maradona
- Marc Degryse
- Georges Grün
- Erwin Sánchez
- Branco
- Márcio Santos
- Raí
- Daniel Borimirov
- Nasko Sirakov
- David Embé
- Roger Milla
- François Omam-Biyik
- Hernán Gaviria
- John Harold Lozano
- Lothar Matthäus
- Karl-Heinz Riedle
- John Aldridge
- Ray Houghton
- Daniele Massaro
- Hwang Sun-hong
- Seo Jung-won
- Mohammed Chaouch
- Hassan Nader
- Marcelino Bernal
- Alberto García Aspe
- Bryan Roy
- Gaston Taument
- Aron Winter
- Finidi George
- Samson Siasia
- Rashidi Yekini
- Kjetil Rekdal
- Dan Petrescu
- Dmitri Radtsjenko
- Fahad Al-Ghesheyan
- Sami Al-Jaber
- Saeed Al-Owairan
- Txiki Begiristain
- Pep Guardiola
- Fernando Hierro
- Luis Enrique
- Julio Salinas
- Henrik Larsson
- Roger Ljung
- Håkan Mild
- Georges Bregy
- Stéphane Chapuisat
- Alain Sutter
- Earnest Stewart
- Eric Wynalda

Eigen doelpunt
- Andrés Escobar (tegen  Verenigde Staten)

## Spelers uit de Belgische/Nederlandse competitie
| Club          | Spelers (land) |
| ------------- | --- |
| Anderlecht    | Chidi Nwanu (Nigeria), John Bosman (Nederland) ; Filip De Wilde, Philippe Albert, Michel De Wolf, Marc Emmers, Danny Boffin, Marc Degryse, Luc Nilis (België)                                  |
| Antwerp       | Nourredine Moukrim (Marokko), Rudi Smidts (België) |
| Beerschot     | Christopher Nwosu (Nigeria) |
| Cercle Brugge | Tibor Selymes, Dorin Munteanu (Roemenië), Josip Weber (België) |
| Charleroi     | Jean-Jacques Missé-Missé (Kameroen) |
| Club Brugge   | Daniel Amokachi (Nigeria) ; Vital Borkelmans, Dirk Medved, Lorenzo Staelens, Franky Van der Elst, Dany Verlinden, Pascal Renier, Stephan Van der Heyden (België)                               |
| KV Kortrijk   | Roger Feutmba (Kameroen), Augustine Eguavon (Nigeria) |
| KV Mechelen   | Michel Preud'homme, Alex Czerniatynski (België) |
| RFC de Liège  | Alloy Agu, Sunday Oliseh (Nigeria) |
| Lierse SK     | Jahn Ivar Jakobsen, Kjetil Rekdal (Noorwegen) |
| RWDM          | Stephen Keshi (Nigeria) |
| Standard Luik | Bogdan Stelea (Roemenië), Mohamed Lashaf (Marokko) ; Marc Wilmots (België) |
| KSV Waregem   | Nacer Abdellah (Marokko) |
| Club          | Spelers (land) |
| Ajax          | Stefan Pettersson (Zweden), Finidi George (Nigeria) ; Edwin van der Sar, Danny Blind, Frank de Boer, Sonny Silooy, Frank Rijkaard, Ronald de Boer, Marc Overmars, Peter van Vossen (Nederland) |
| Feyenoord     | Henrik Larsson (Zweden), Mike Obiku (Nigeria), Rob Witschge, Ed de Goeij, Gaston Taument, Ulrich van Gobbel, John de Wolf (Nederland)                                                          |
| PSV           | Gheorghe Popescu (Roemenië), Klas Ingesson (Zweden) ; Erwin Koeman, Arthur Numan, Jan Wouters (Nederland)                                                                                      |
| Roda JC       | Tijjani Babangida (Nigeria) |
| Vitesse       | Ben Iroha (Nigeria) |
| Willem II     | Earnest Stewart (Verenigde Staten) |

## Trivia
- Argentijns sterspeler Diego Maradona werd na twee wedstrijden positief getest op het gebruik van efedrine. Hij werd daarop door de FIFA geschorst. Zonder Maradona won Argentinië geen wedstrijd meer dit WK.
- Michel Preud'homme won de 'Gouden Handschoen' voor beste doelman van het WK. Het was de eerste keer dat deze prijs werd uitgereikt.
- Marc Overmars werd uitgeroepen tot "Best Young Player".

## WK 1994 in beeld

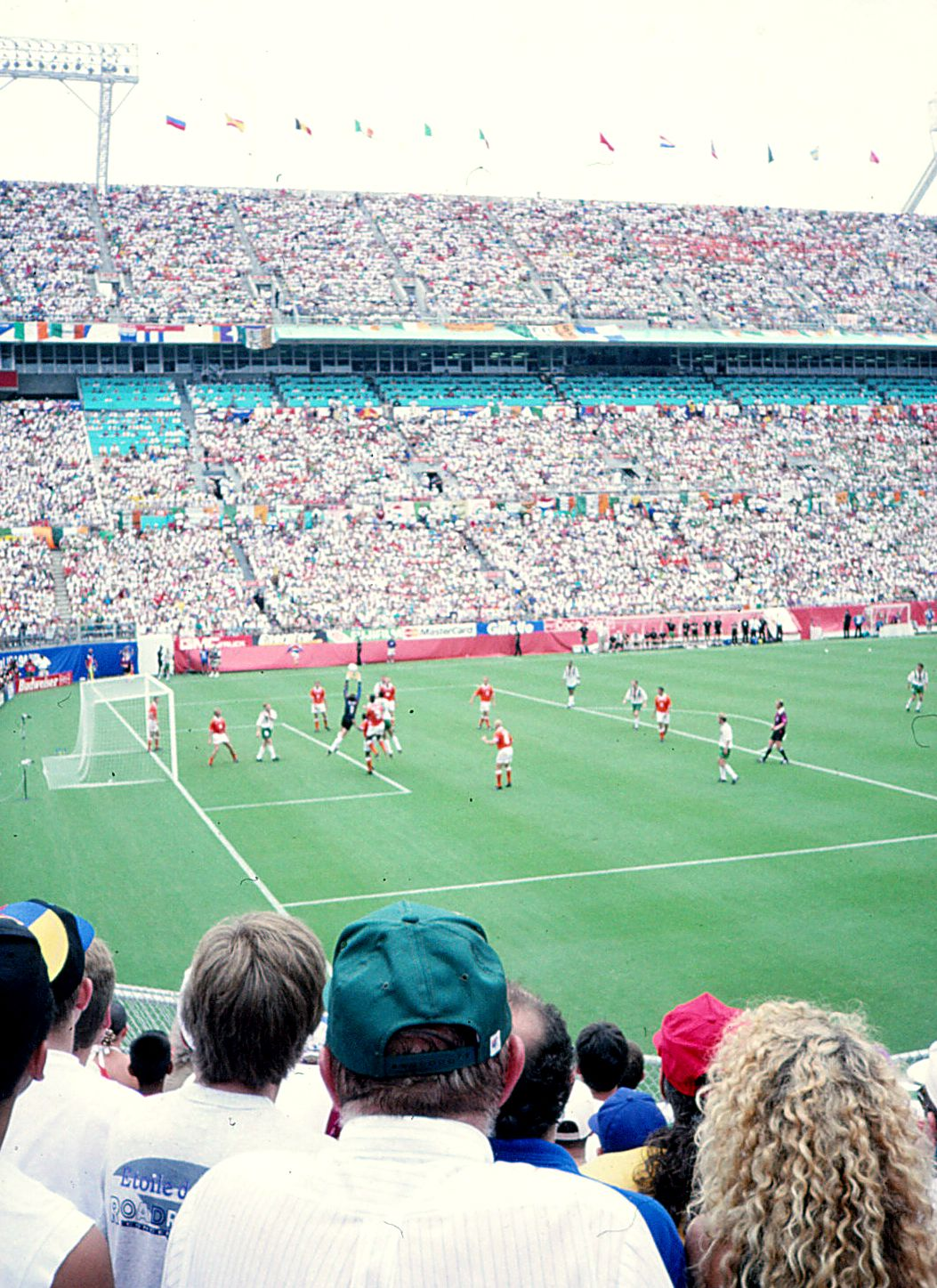
Nederland – Ierland
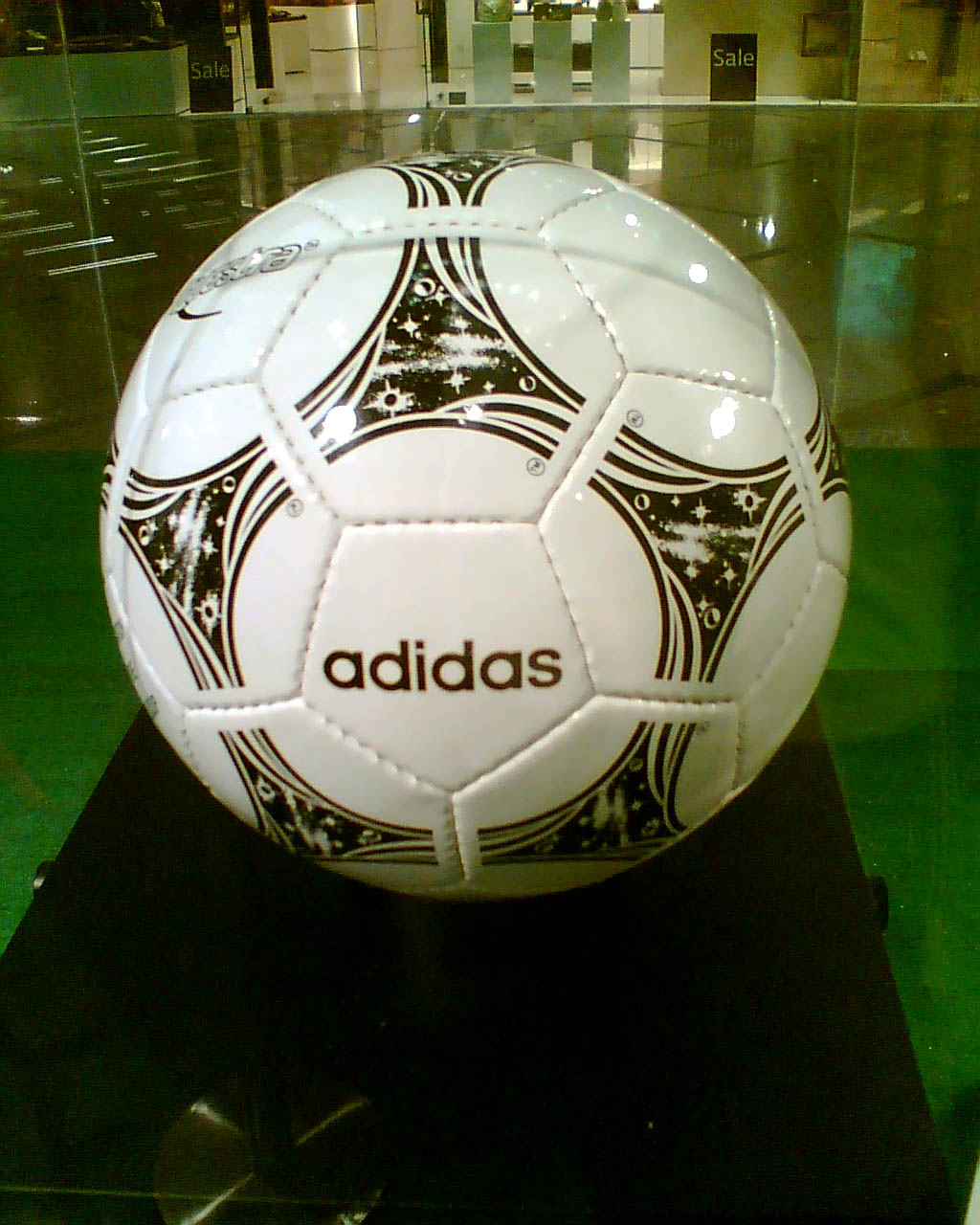
De bal
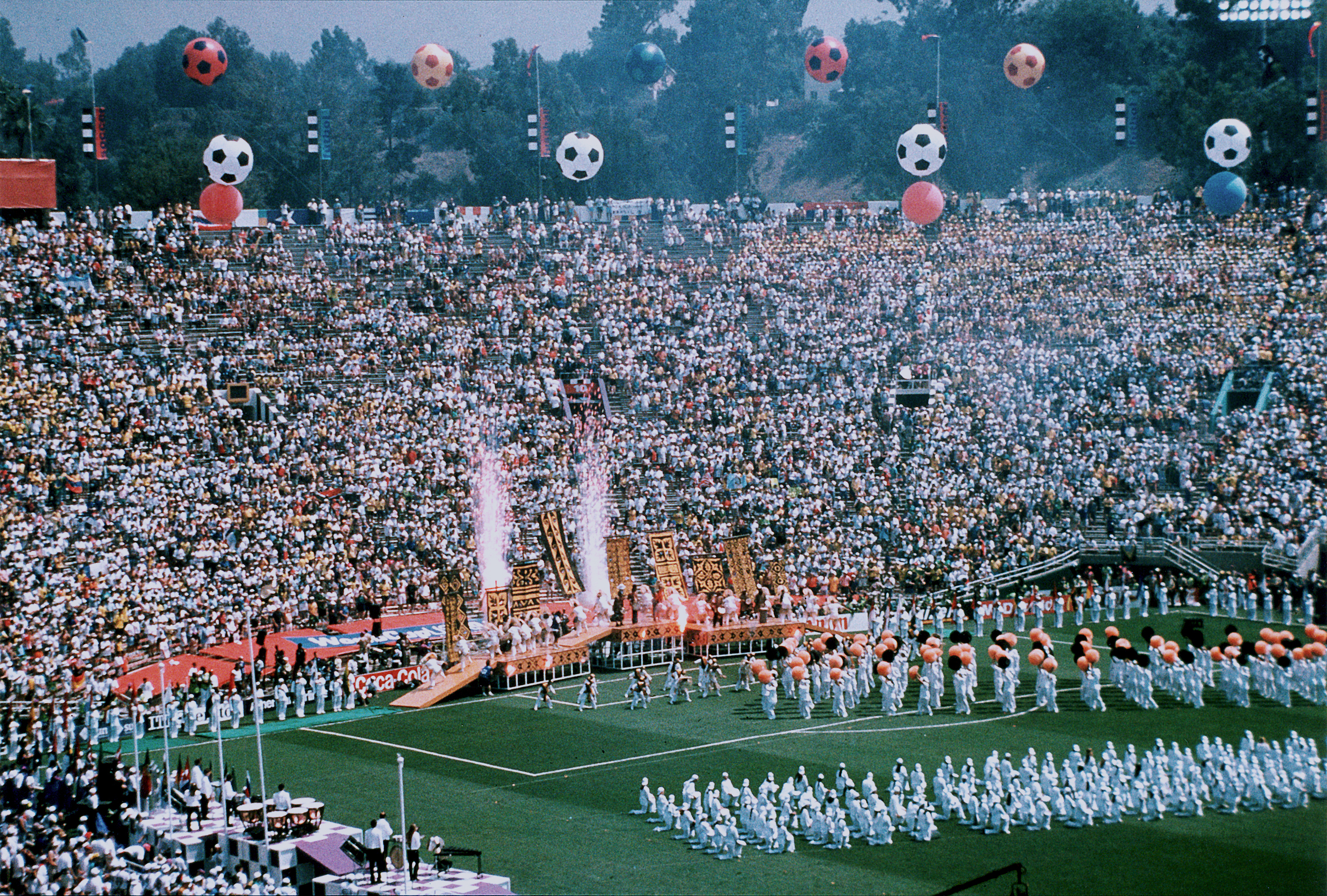
Rose Bowl

Foxboro Stadium (Boston) · Pontiac Silverdome (Detroit) · Soldier Field (Chicago) · Citrus Bowl (Orlando) · Rose Bowl (Los Angeles) · Stanford Stadium (San Francisco) · Cotton Bowl (Dallas) · Giants Stadium (New York) · RFK Memorial Stadium (Washington)